# Humboldt-Universität zu Berlin

Hauptgebäude der Humboldt-Universität zu Berlin im Palais des Prinzen Heinrich

Die Humboldt-Universität zu Berlin, kurz HU Berlin, wurde 1809 vom preußischen König Friedrich Wilhelm III. als Universität zu Berlin gegründet und nahm im Jahr 1810 den Lehrbetrieb auf. Von 1828 bis 1945 trug sie zu Ehren  ihres Gründers den Namen Friedrich-Wilhelms-Universität zu Berlin. 1949 wurde die größte und älteste Hochschule in Berlin  nach den Universalgelehrten Wilhelm und Alexander von Humboldt benannt. Sie hat ihren Hauptsitz im Palais des Prinzen Heinrich an der Straße Unter den Linden Nr. 6 im Ortsteil Berlin-Mitte.
Die HU Berlin gehört zu den 20 größten Hochschulen in Deutschland und den renommiertesten Universitäten weltweit. 2019 wurde sie im Rahmen der Exzellenzstrategie als Einrichtung der Berlin University Alliance (mit der Freien Universität Berlin, der Technischen Universität Berlin und der Charité) von Bund und Ländern in die zweite Förderlinie aufgenommen, nachdem sie bereits 2012 zur Exzellenzuniversität ernannt worden war.
Bis zum Jahr 2020 wurden insgesamt 56 Nobelpreisträger mit der Humboldt-Universität zu Berlin assoziiert. Darunter sind Absolventen der Universität sowie langjährige akademische Mitglieder der Fakultäten oder von mit der HU Berlin verbundenen Forschungsorganisationen.

## Geschichte

### Gründung als Friedrich-Wilhelms-Universität 1809
Die Universität wurde am 16. August 1809 auf Initiative des liberalen preußischen Bildungspolitikers Wilhelm von Humboldt durch König Friedrich Wilhelm III. im Zuge der preußischen Reformen gegründet und nahm 1810 als Universität zu Berlin (lateinisch: Alma Mater Berolinensis) ihren Betrieb auf. Von 1828 bis 1945 trug sie zu Ehren ihres Gründers den Namen Friedrich-Wilhelms-Universität zu Berlin. Die Gründung der Berliner Universität sollte die Friedrichs-Universität Halle ersetzen, deren Aufhebung Napoleon nach dem Sieg über Preußen im Jahr 1806 verfügt hatte. Wesentliche Impulse zur Universitätsgründung gingen von bedeutenden Wissenschaftlern dieser Zeit aus, vor allem von dem Philosophen Johann Gottlieb Fichte, der 1811/12 auch Rektor der Universität zu Berlin wurde, und dem Theologen Friedrich Schleiermacher.

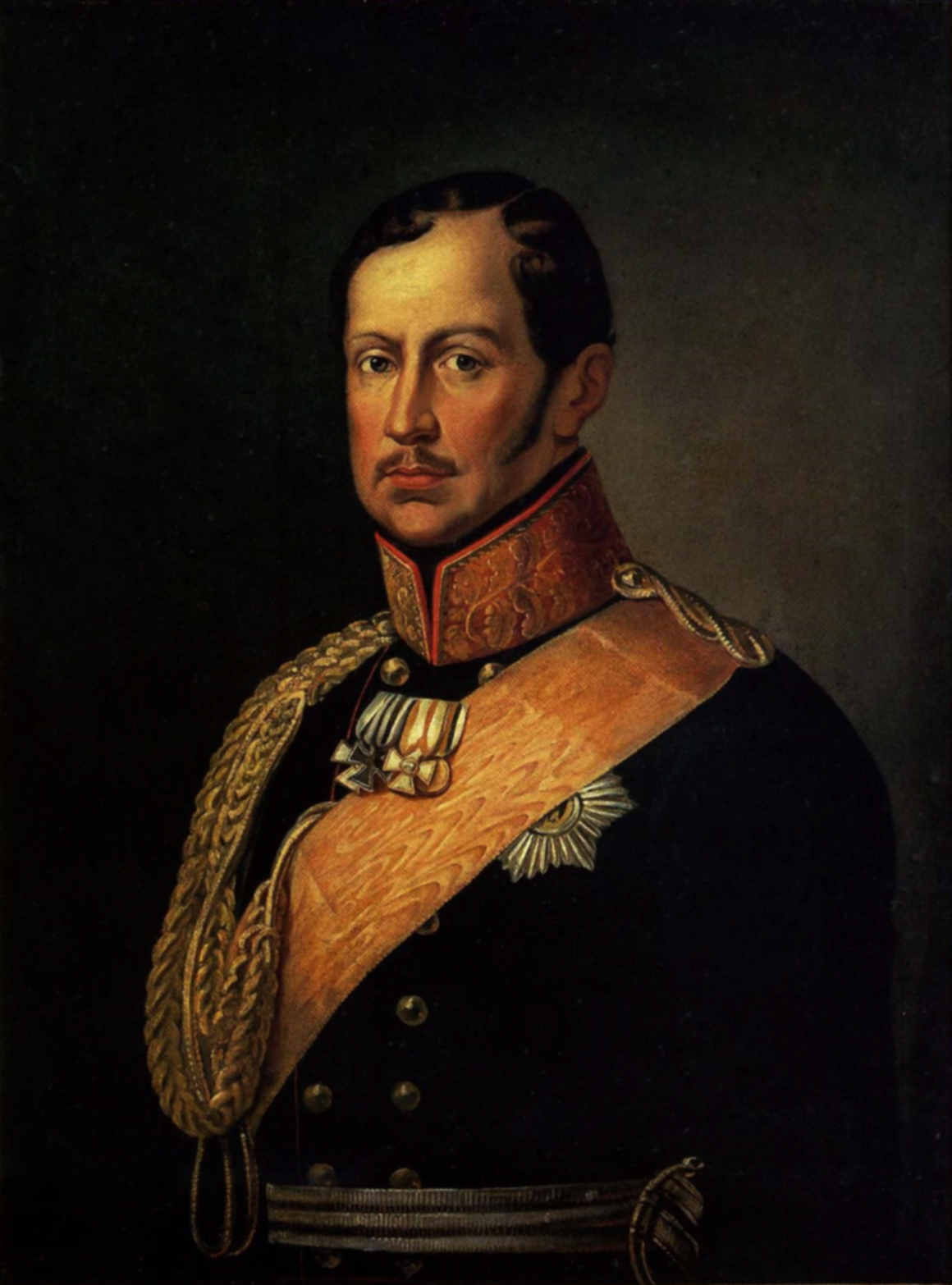
Friedrich Wilhelm III., Gründer der Berliner Universität 1809

Unter dem Eindruck der Reformideen Schleiermachers entwickelte der Diplomat und Sprachwissenschaftler Wilhelm von Humboldt seine Universitätskonzeption (Humboldtsches Bildungsideal). Humboldt war seit Februar 1809 für ein Jahr Sektionschef für Kultus und Unterricht im Ministerium des Innern. Sein oberstes Ziel war es, ein neues Bildungssystem in Preußen einzuführen. Die Hauptsäulen seines Konzepts waren die enge Verbindung von Forschung und Lehre, freie Wissenschaft um ihrer selbst willen und Persönlichkeitsformung. Bereits am 16. August 1809 wurde die Stiftungsurkunde in Königsberg feierlich aufgesetzt.
Zu den ersten Professoren, deren Berufung auf Wilhelm von Humboldt zurückging, gehörten August Boeckh (Philologie), Albrecht Thaer (Landwirtschaft), Friedrich Carl von Savigny (Jura), Christoph Wilhelm Hufeland (Medizin) und Carl Ritter (Geographie). Sie trugen Humboldts Konzept mit. Der Betrieb der Wissenschaften verlange, so der Gelehrte und Staatsmann, dass Akademien, Universitäten und relativ selbstständige Forschungseinrichtungen zusammengeführt werden. Humboldts Konzepte, wie die erst später berühmt gewordene Denkschrift „Über die innere und äußere Organisation der höheren wissenschaftlichen Anstalten in Berlin“, beeinflussten die Idee der modernen Universität.

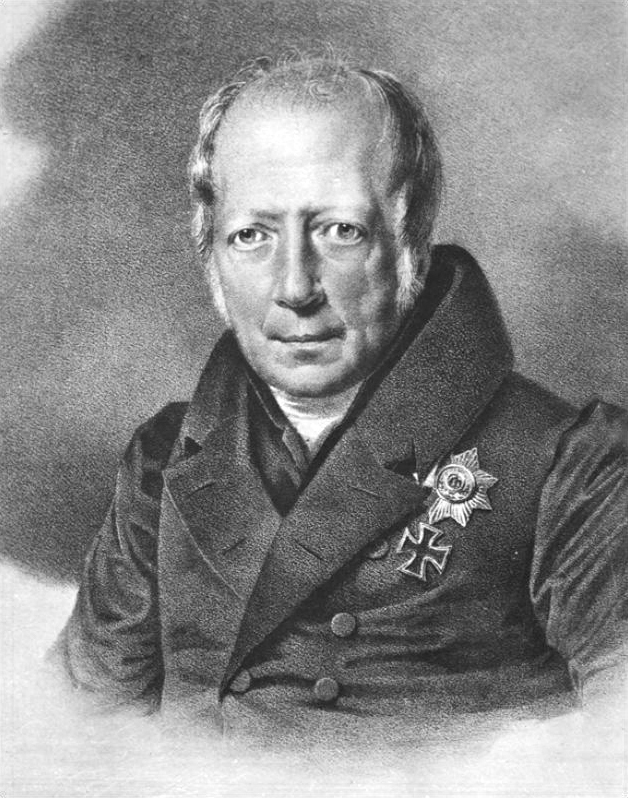
Wilhelm von Humboldt, Begründer des Humboldtschen Bildungsideals

Die Universität verfügte damals über kein eigenes Gebäude, viele Wissenschaftler kamen von der aufgelösten Universität Halle oder standen erst am Anfang ihrer Karriere. Das moderne Bildungsideal habe seine Wirkkraft anfangs noch nicht voll entfalten können. „Sie war vor allem kein Bruch mit Traditionen anderer Universitäten“.
Alles, was für die Ausbildung der Studenten geeignet war, wurde der Universität angegliedert oder konnte von den Studenten genutzt werden. So bekam sie das von 1748 bis 1766 in der Dorotheenstadt erbaute und seit dem Tod der Prinzessin Heinrich im Vorjahr (1808) ungenutzte Palais des Prinzen Heinrich übereignet. Mehrfach umgebaut und in den Jahren 1913 bis 1920 durch Anbauten erweitert, ist es das Hauptgebäude der Universität, seit 1937 amtlich zur Straße Unter den Linden gehörig. Der König bewilligte der neuen Hochschule außerdem einen jährlichen Zuschuss von 57 000 Talern.

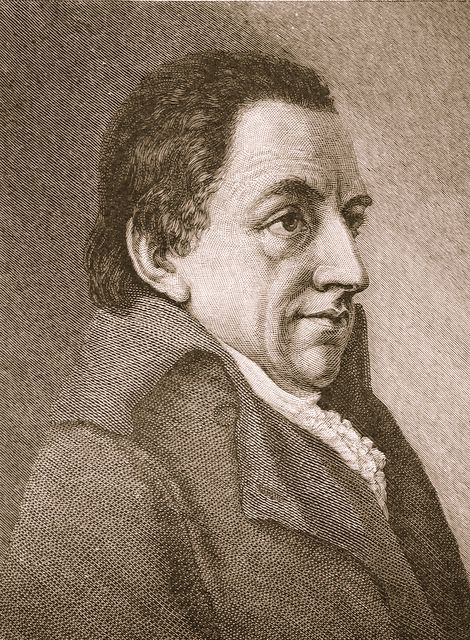
Johann Gottlieb Fichte, 1811/1812 erster Rektor der Universität

Nachdem am 28. September 1810 Theodor von Schmalz zum ersten Rektor berufen worden war und sich am 6. Oktober die ersten Studenten immatrikuliert hatten, konnte am 10. Oktober 1810 der offizielle Lehrbetrieb aufgenommen werden. In das Wintersemester 1810/11 trat die Alma Mater Berolinensis mit einem Lehrkörper von 54 Dozenten, fünf Sprachlehrern und 458 Immatrikulierten. Die Fächer wurden in die Fakultäten Jura, Medizin, Philosophie und Theologie gegliedert. Die Naturwissenschaften waren damals Teil der Philosophischen Fakultät, so dass die Doktoranden zum Dr. phil. (nicht zum Dr. rer. nat.) promoviert wurden. Dass die Universität ihre Wirksamkeit so schnell entfalten konnte, lag auch daran, dass das wissenschaftliche Leben in Berlin nicht erst aus dem Boden gestampft werden musste. So bestand bereits die 1661 vom Großen Kurfürsten gestiftete und zu großer Bedeutung gelangte Königliche Bibliothek und die 1710 von Friedrich I. begründete und 1785 erweiterte Charité. Die Königliche Akademie der Wissenschaften zu Berlin hatte, obwohl keine Universität, bereits die unbestrittene Führerschaft des geistigen Lebens im preußischen Staate inne.
Die Befreiungskriege von 1813 bis 1815 wirkten sich auch auf die Universität aus. Humboldt hatte sie bei ihrer Gründung bereits zu einer „Burg und Bollwerk und einem Waffenplatz zum Widerstand gegen Napoleon“ bestimmt. Noch unter französischer Besatzung Berlins lagen 1813 bereits Freiwilligenlisten im Senatszimmer aus und Lehrer wie Studenten strömten zu den Waffen, insbesondere zum Lützower Freikorps. Die zurückgebliebenen Professoren ließen sich daheim im Landsturm ausbilden. So wurden im Jahr 1813 nur 15 Vorlesungen vor 28 Studenten gehalten. Ähnliches wiederholte sich 1815 während der Siebten Koalition. 1818 entstand der Burschenverein, später Berliner Burschenschaft genannt. Seit 1821 waren an der Berliner Hochschule sämtliche studentischen Korporationen verboten.

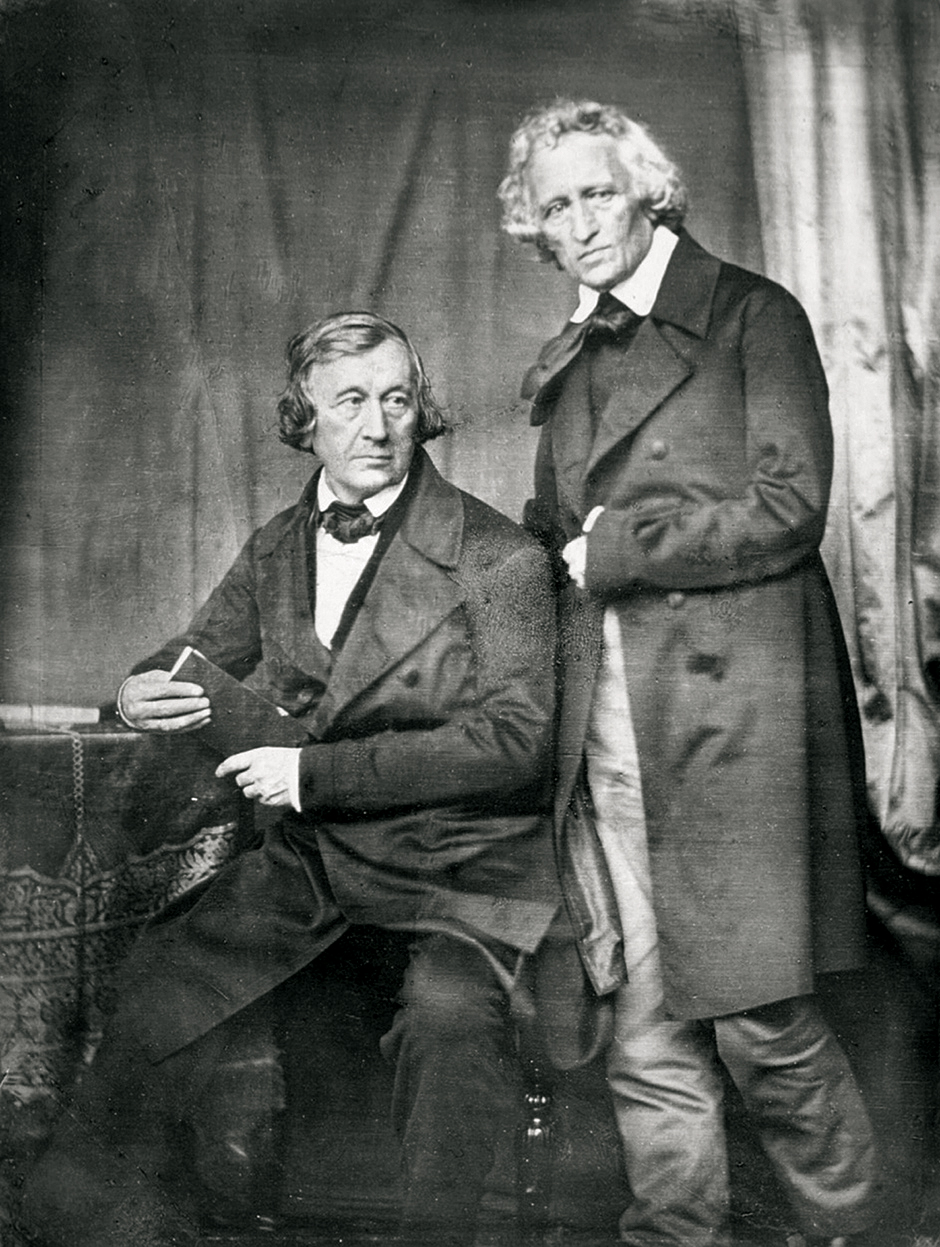
Wilhelm Grimm und Jacob Grimm, 1847

Gleichwohl prosperierte die Berliner Universität, war 1830 mit einem Lehrkörper von 121 Dozenten und 1100 Hörern zur meistbesuchten Universität Deutschlands geworden und hatte die viel älteren großen Universitäten München, Leipzig und Wien überflügelt. Die Regierung Friedrich Wilhelms IV. brachte eine weitere Förderung der Lehrmittel und ‑anstalten. Nachdem Friedrich Eichhorn 1840 das Unterrichtsministerium übernommen hatte, nahm der Druck der Verfolgung nationalliberaler Wissenschaftler in den folgenden Jahren ab und es erfolgte die Berufung der Gebrüder Grimm, der Juristen Puchta, Gneist und Beseler, der Mediziner Langenbeck, Virchow, Graefe, du Boys-Reymond, sowie der Historiker Ranke, Treitschke und Mommsen.
1838 war das Corps Marchia Berlin rekonstituiert worden, im selben Jahr erfolgte die Gründung der Neoborussia, 1842 die der Normannia und 1845 die der Guestphalia. Gleichwohl kam in Berlin stärker als anderen deutschen Hochschulen die Freistudentenschaft, die sich eine „zeitgemäße“ Reform des studentischen Lebens und eine Abschaffung der korporativen Formen wünschte, zu besonderer Blüte.
Das Revolutionsjahr 1848 rief eine gewaltige Erregung in der Studentenschaft hervor. Ein 400 bis 700 Mann starkes Studentencorps bildete sich unter der Führung Professor Heckers und war Teil der bewaffneten Berliner Bürgerwehr. Schon im Wintersemester 1848/49 verschwanden die bewaffneten Studenten und die früheren Zustände kehrten zurück.

### Erweiterungen 1821
Neben der starken Verankerung traditioneller Fächer wie Altertumswissenschaft, Rechtswissenschaft, Philologie und Geschichte, Medizin und Theologie, entwickelte sich die Berliner Universität zum Wegbereiter für zahlreiche neue naturwissenschaftliche Disziplinen. Das verdankte sie besonders der Förderung des Naturwissenschaftlers Alexander von Humboldt, Bruder des Gründers Wilhelm. So richtete Georg Ludwig Hartig 1821 an der Universität einen Lehrstuhl für Forstwirtschaft ein, aus dem später die Forstliche Hochschule Eberswalde wurde. Mit dem Bau modernster Forschungs- und Lehreinrichtungen für die Naturwissenschaften wurde um 1850 begonnen. Berühmte Forscher, wie der Chemiker August Wilhelm von Hofmann, der Physiker Hermann von Helmholtz, die Mathematiker Ernst Eduard Kummer, Leopold Kronecker, Karl Weierstraß, die Mediziner Johannes Peter Müller, Albrecht von Graefe, Rudolf Virchow und Robert Koch, trugen den wissenschaftlichen Ruhm der Berliner Universität über die nationalen Grenzen.
Im Zuge der Erweiterung der Universität wurden andere in der Stadt bereits vorhandene Einrichtungen schrittweise eingegliedert. Beispiele hierfür sind die Charité, die Pépinière und das Collegium medico-chirurgicum. Das Collegium medico-chirurgicum wurde 1809 aufgelöst, die Bücherei von der Pépinière übernommen, und das medizinische und chirurgische Universitätsklinikum entstand 1810 zuerst in zwei Wohnungen der Friedrichstraße 101, bis nach mehreren Umzügen 1818 ein als Bleizucker- und Stärkefabrik gebauter Gebäudekomplex in der Ziegelstraße 5/6 erworben wurde. Die Entbindungsanstalt entstand 1816 in der Oranienburger Straße und war der Vorläufer der 1882 eröffneten I. Universitäts-Frauenklinik in der Artilleriestraße (seit 1951 Tucholskystraße). 1829 bezog die Medizinische Fakultät der Universität diesen Standort, und erst 1927 wurde die chirurgische Universitätsklinik als letzte Klinik in die Charité verlagert.
Die Zahl der Studenten war im Wintersemester 1870/71 auf 2155, die der Dozenten auf 168 gestiegen. Zur Zeit der Jahrhundertwende war eine Dozentenzahl von 350 und eine Studentenzahl von knapp 4500 erreicht, wozu sich noch etwa 300 Angehörige der Kaiser Wilhelms-Akademie für das militärärztliche Bildungswesen gesellten.

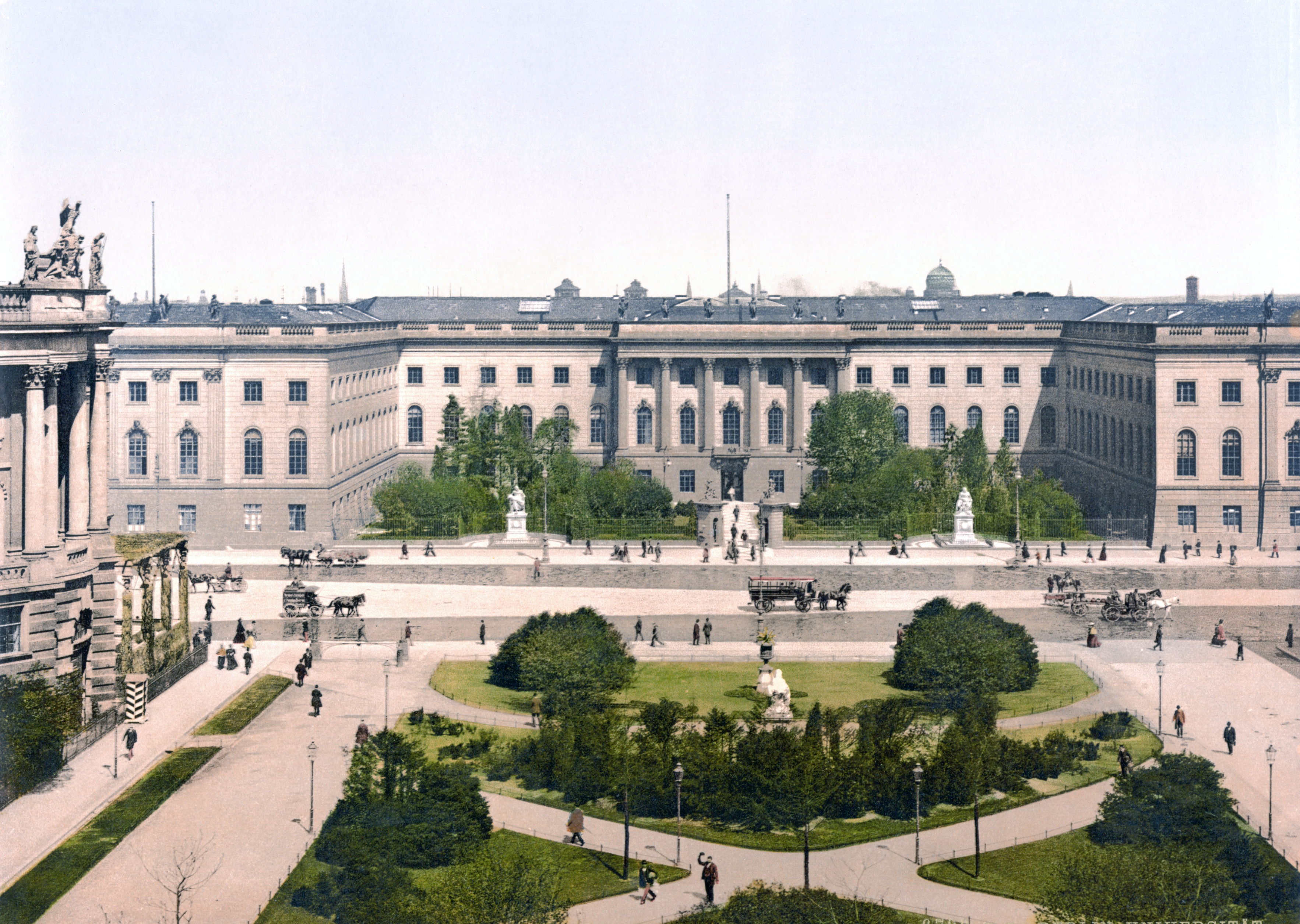
Blick über den Opernplatz auf das Universitätsgebäude, um 1900

Karl Eduard Erdmann berichtet über die Privatdozenten und Professoren an der Friedrich-Wilhelms-Universität vor 1870:
| Lehrer                       | Theologie | Recht | Philosophie | Medizin | Gesamt |
| ---------------------------- | --------- | ----- | ----------- | ------- | ------ |
| Ordentliche Professoren      | 9         | 11    | 14          | 51      | 85     |
| Honorarprofessoren           | 1         | 3     | 4           | 4       | 12     |
| Außerordentliche Professoren | 7         | 3     | 30          | 40      | 80     |
| Privatdozenten               | 1         | 10    | 70          | 86      | 167    |
| Gesamt                       | 18        | 27    | 118         | 181     | 344    |

Für die seit 1810 zur Universität gehörenden naturhistorischen Sammlungen wurde 1889 ein eigenes Gebäude errichtet, das heutige Museum für Naturkunde. Eine bereits seit 1790 bestehende Tierarzneischule bildete 1934 den Grundstock der Veterinärmedizinischen Fakultät, und die 1881 gegründete Landwirtschaftliche Hochschule Berlin wurde als Landwirtschaftliche Fakultät der Universität angegliedert.

### Frauen an der Universität 1908

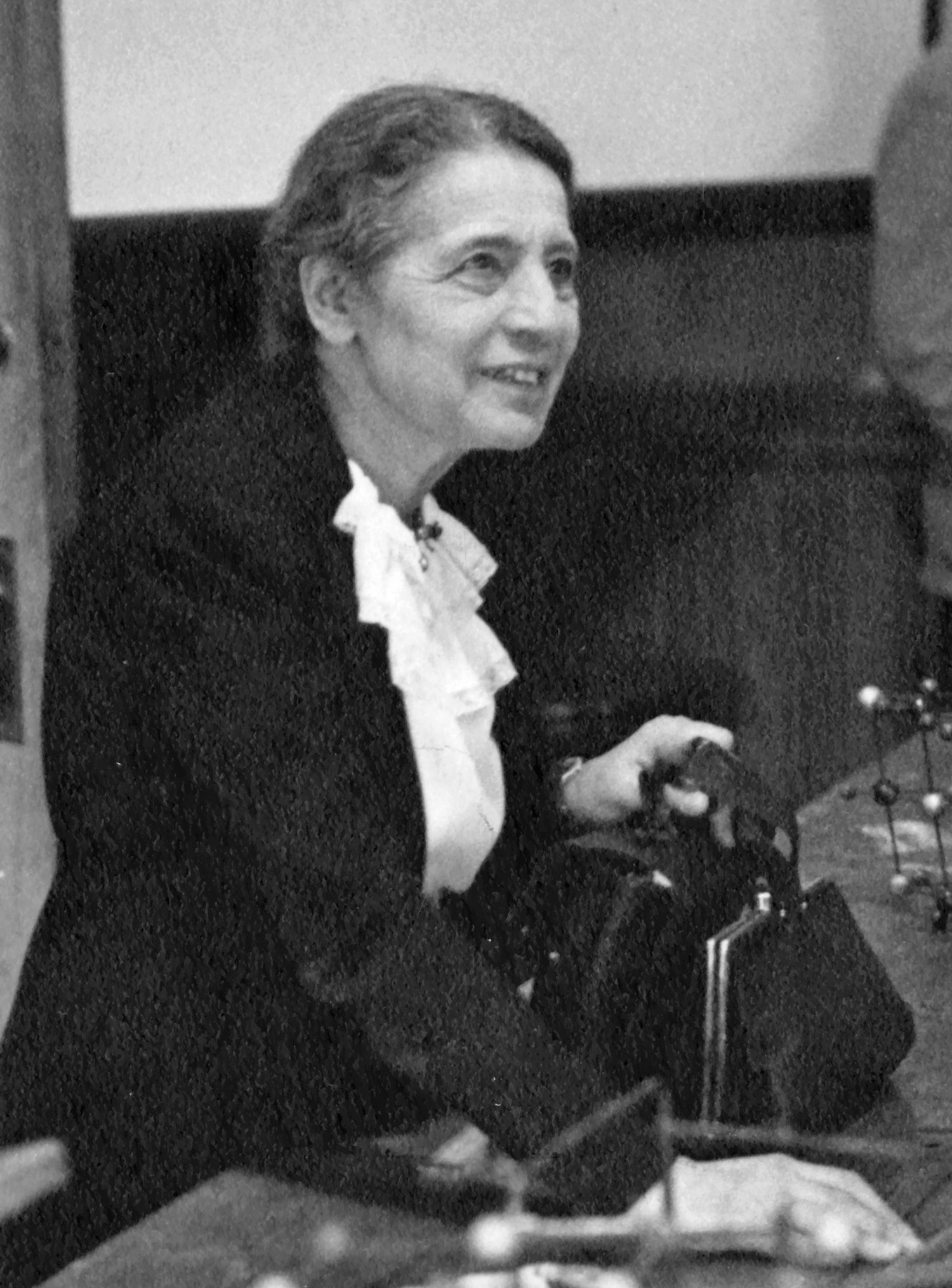
Lise Meitner, erste außerordentliche Professorin an der Berliner Universität, 1926

Die liberale Sozialreformerin der deutschen Frauenbewegung Alice Salomon war eine der wenigen Frauen, die am Anfang des 20. Jahrhunderts studieren durften. Jahrzehntelang hatten engagierte Frauen darum gekämpft, dass auch sie am wissenschaftlichen Leben teilnehmen konnten (siehe Frauenstudium im deutschen Sprachraum). Jedoch erst im Jahr 1908 wurde Frauen in Preußen das Recht zur Immatrikulation gewährt. Von den vier Fakultäten hatte die Philosophische Fakultät den größten weiblichen Zulauf. Schon vor dem Immatrikulationsrecht hatte es an der Berliner Universität Studentinnen gegeben, allerdings nur als Doktorandinnen mit Ausnahmegenehmigung. Als erste Frau wurde 1899 die Physikerin Elsa Neumann promoviert.
Die erste Frau, die in Berlin zur Professorin ernannt wurde, war die Mikrobiologin Lydia Rabinowitsch-Kempner, die 1912 den Titel verliehen bekam. Allerdings erhielt sie keine Anstellung an der Universität. 1926 wurde Lise Meitner als erste Physikerin an einer preußischen Universität zur außerordentlichen Professorin ernannt. Bei anderen begabten Wissenschaftlerinnen, wie der jüdischen Historikerin Hedwig Hintze, endete nach 1933 der akademische Weg mit dem Entzug der Lehrbefugnis und Emigration. Im Jahr 1947 ging dann Liselotte Richter als erste deutsche Professorin für Philosophie und Theologie in die Annalen der Universität ein. Die Berliner Universität war zwischen 1919 und 1945 die deutsche Universität mit den meisten Dozentinnen.

### Zeit des Nationalsozialismus 1933
Mit der Machtergreifung der Nationalsozialisten begann an der Berliner Universität die Diffamierung jüdischer Wissenschaftler und Studenten. Vorlesungen jüdischer Dozenten wurden boykottiert, Hörer tätlich angegriffen. Politisch missliebige Dozenten waren von Verfolgung betroffen. Studenten und Dozenten der Universität beteiligten sich an der Bücherverbrennung vom 10. Mai 1933.
Nach der Machtergreifung vertrieben die Nationalsozialisten 280 Angehörige des Lehrkörpers. Das entsprach einer Entlassungsquote von 35 %. Mehr als 90 % der Entlassungen erfolgten aus antisemitischen Gründen. Andere Wissenschaftler zogen es vor, die Berliner Universität freiwillig zu verlassen. Auch viele Studenten, darunter einige nichtjüdische, kehrten ihrer ehemaligen Alma Mater für immer den Rücken, die einst als Heimstätte des humanistischen Denkens gegolten hatte. Zahlreiche Doktortitel wurden aberkannt.
Die Vertreibung und Ermordung jüdischer Gelehrter und Studenten im Holocaust sowie politischer Gegner des Nationalsozialismus haben der Universität und dem geistigen Leben in Deutschland schweren Schaden zugefügt.
Widerstand gegen den Nationalsozialismus aus der Universität heraus blieb eher selten.

### Neugründung und Spaltung 1945
Kurz nach dem Ende der Schlacht um Berlin kam es am 20. Mai 1945 zu einem ersten Treffen von Professoren bezüglich der zu einer Wiedereröffnung der Universität notwendigen Schritte, bei welcher der neugebildete Berliner Magistrat und die Sowjetische Militäradministration beteiligt waren.:19 ff. Die Vorbereitungsgruppe hatte vor allem die Frage der räumlichen Unterbringung zu lösen, da alle Universitätsgebäude schwer beschädigt waren. Die Alliierte Militärverwaltung forderte im Rahmen der Entnazifizierung, dass keine Personen mit aktiver Beteiligung an nationalsozialistischen Organisationen an der Universität zugelassen werden dürften. Außerdem musste ein Budget aufgestellt werden, provisorische Lehrpläne, eine neue Universitätsordnung und ein Zeitplan für die Wiedereröffnung. Obwohl die Universität zunächst formell unter Viermächtekontrolle stand, erklärte sich die Sowjetische Militäradministration (SMAD) im September 1945 einseitig für die Kontrolle der im sowjetischen Sektor liegenden Universität zuständig und unterstellte diese der von ihr geschaffenen ostzonalen Deutschen Zentralverwaltung für Volksbildung (DVV).:88 ff. Die Wiedereröffnung der Universität konnte am 29. Januar 1946 stattfinden.:20:87

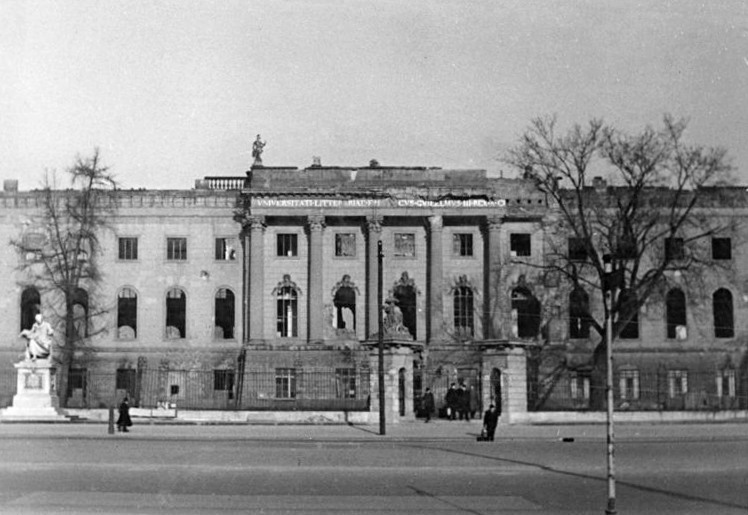
Kriegsbeschädigtes Hauptgebäude, 1950

Der Lehrbetrieb wurde zunächst in sieben Fakultäten in zum Teil kriegszerstörten Gebäuden wiederaufgenommen. Viele Lehrkräfte waren tot, verschollen oder konnten aufgrund ihrer Verstrickung in den Nationalsozialismus nicht übernommen werden.:110 ff. Das erste Nachkriegssemester begann mit 2.800 Studenten.:33 Doch bereits zum Wintersemester 1946 wurde eine Wirtschaftswissenschaftliche und eine Pädagogische Fakultät neu eröffnet.
Der Ost-West-Konflikt im Nachkriegsdeutschland führte zu einer immer stärker werdenden kommunistischen Einflussnahme auf die Universität. Dies blieb nicht unumstritten und hatte starke Proteste innerhalb der Studentenschaft und von Teilen des Lehrkörpers zur Folge. Erste Beschwerden von Studenten wurden bereits am 1. Mai 1946 laut, als am Hauptgebäude der Universität das Emblem der SED angebracht wurde und es mit roten Fahnen beflaggt wurde.:23 Eine Antwort darauf war unter anderem die Verhaftung mehrerer Studenten durch die sowjetische Geheimpolizei MWD im März 1947.:38 Die Urteile des sowjetischen Militärtribunals lauteten auf jeweils 25 Jahre Zwangsarbeit. Daraufhin wurden bereits Ende 1947 Forderungen nach einer „freien“ Universität laut. 18 weitere Studenten und Dozenten wurden bis 1948 verhaftet. Einige Universitätsangehörige wurden durch Militärtribunale der Roten Armee zum Tode verurteilt und hingerichtet.
Ein besonderer Kritikpunkt an der Berliner Universität war spätestens seit 1946 das Zulassungsverfahren zum Studium: In den Bewerbungsgesprächen wurde nach politischer Einstellung gefragt, Bewerber aus der Arbeiterklasse sowie Mitglieder kommunistischer Organisationen wurden offenbar bevorzugt, bürgerliche und SED-kritische Studenten ausgeschlossen. Der Universität wurde vorgeworfen, zur „SED-Parteiuniversität“ zu werden.:33–39 1948 forderten oppositionelle Studenten eine Freie Universität, die mit Unterstützung vor allem der USA, der Zeitung Der Tagesspiegel und des Regierenden Bürgermeisters Ernst Reuter im amerikanischen Sektor in Dahlem gegründet wurde. Damit bewahrten die Studenten nach ihrem Verständnis das Humboldtsche Ideal der Freiheit von Lehre und Forschung. Die jahrzehntelange Teilung der Stadt in Ost-Berlin und West-Berlin zementierte die Spaltung in zwei eigenständige Universitäten.

### Humboldt-Universität 1949

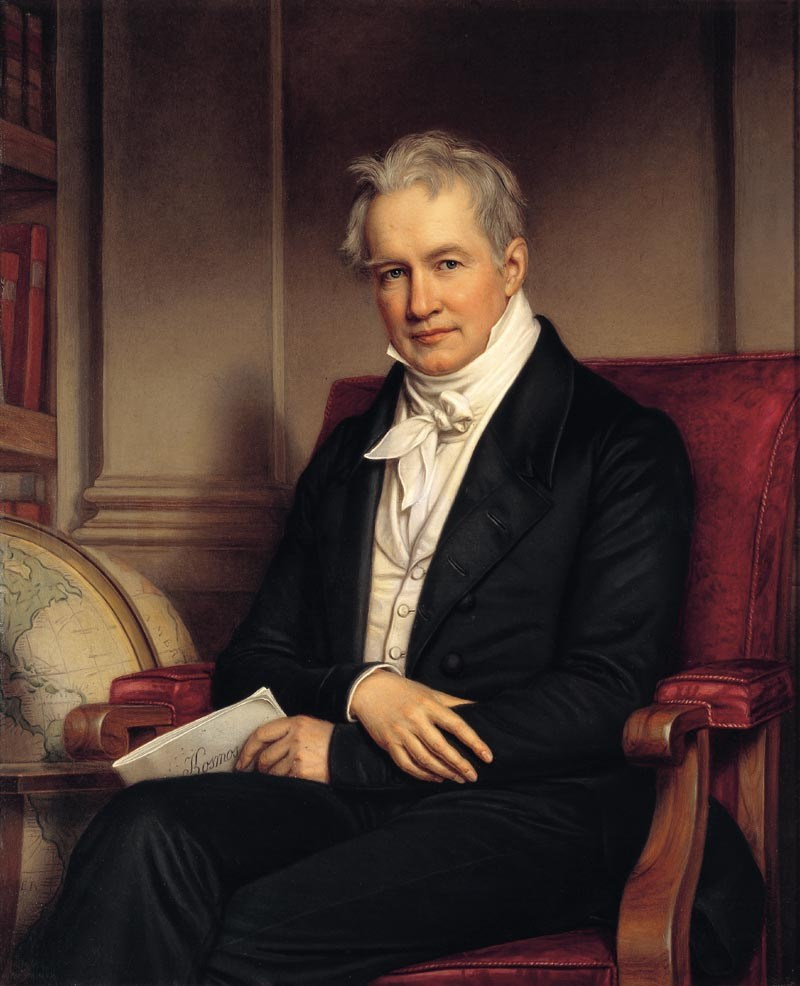
Alexander von Humboldt, Universalgelehrter, Namensgeber der Universität seit 1949

Zwischen 1946 und 1949 hieß die Universität – wie in den Anfangsjahren bis 1828 – Berliner Universität oder Universität Berlin. 1949 erhielt sie den Namen Humboldt-Universität zu Berlin. Das teils kriegszerstörte Hauptgebäude wurde bis dahin rekonstruiert. Studieninhalte, Studienablauf und Forschungsbedingungen orientierten sich an den politischen Grundlagen der 1949 gegründeten DDR.:121–133 1960 wurde das bis heute weitgehend gültige Universitätssiegel mit dem charakteristischen Doppelportrait der Brüder Wilhelm und Alexander von Humboldt etabliert.
Mit der beginnenden Entspannung in Europa Mitte der siebziger Jahre konnte die Humboldt-Universität auf einigen Wissenschaftsgebieten den internationalen Anschluss wiederherstellen und durch weltweite Kooperationen festigen. Hervorzuheben sind die langjährigen und intensiven Forschungs- und Austauschbeziehungen zu Hochschulen in Mittel- und Osteuropa, insbesondere mit Einrichtungen in der Sowjetunion. Es gab in dieser Zeit intensive Kooperationen mit Universitäten in Japan und den USA, sowie mit Entwicklungsländern in Asien, Afrika und Lateinamerika.
An der Humboldt-Universität, der größten Universität der DDR, wurden bis 1990 fast 150.000 Studierende ausgebildet. International anerkannte Forscher lehrten an der Universität. Viele konnten nach der Wiedervereinigung ihren Platz in der akademischen Welt behaupten.

### Erneuerung und Elitestatus 1990

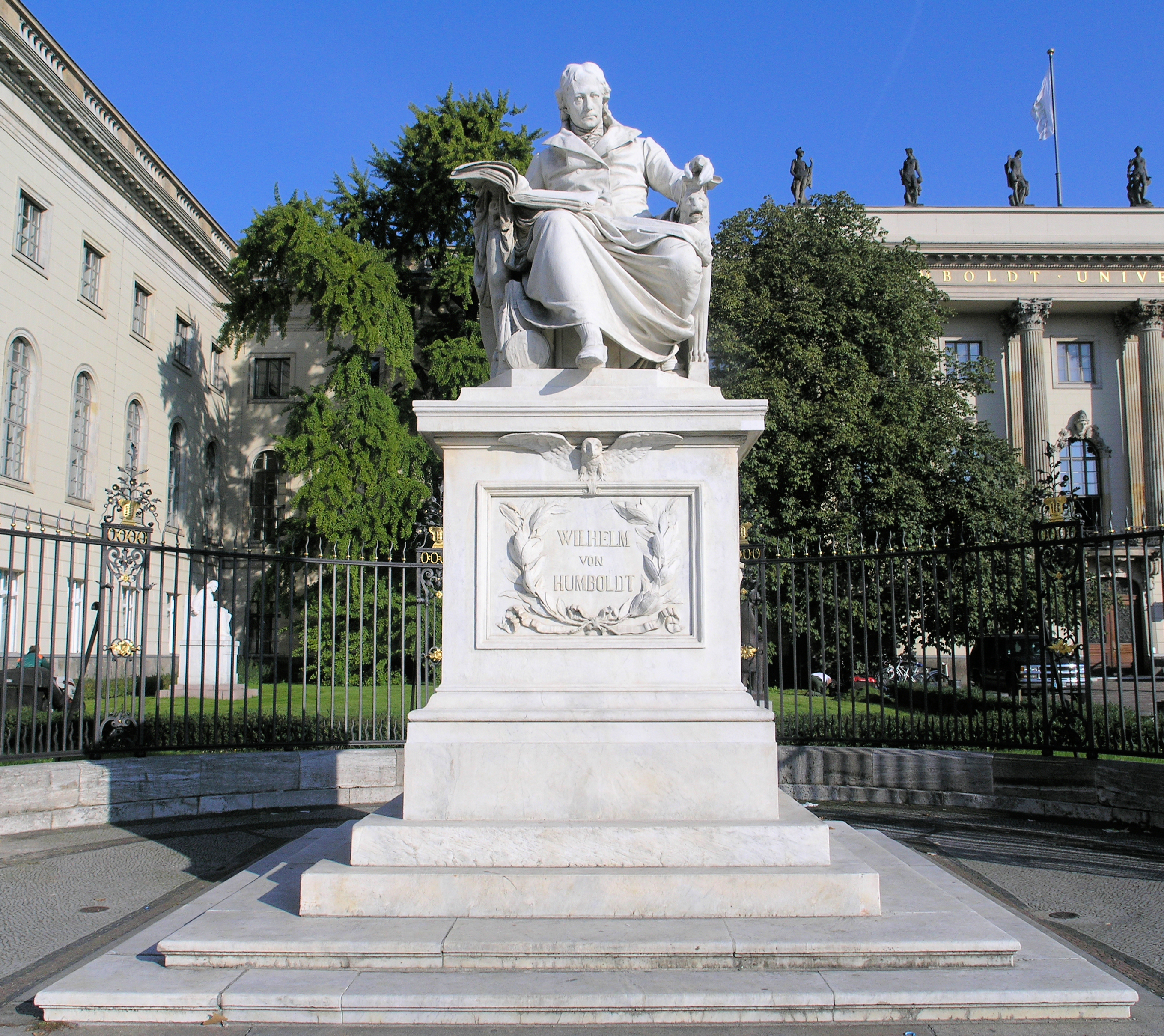
Wilhelm-von-Humboldt-Monument vor dem Hauptgebäude, 2010

Die Erneuerung nach der Deutschen Wiedervereinigung hatte einen erheblichen Personalwechsel zur Folge. Von 1989 bis 1994 schieden im Hochschulbereich fast 3000 Wissenschaftler, teils aus Altersgründen, zumeist aus politischen, fachlichen oder strukturellen Gründen, aus. Insbesondere durch das Betreiben Wilhelm Krelles verloren 170 an der Sektion Wirtschaftswissenschaften Wirkende ihre Stelle. Die Studentenschaft wurde im Zuge dieser Öffnung kritischer, so gründete sich 1989 die UnAufgefordert, die unabhängige Studentenzeitung der HU.
Die Humboldt-Universität gab sich ein neues wissenschaftliches Gefüge: Forschungs- und Lehrinhalte wurden evaluiert, verändert und neu definiert. 1990 wurde Heinrich Fink erstmals zum frei bestimmten Rektor der HUB gewählt.
Seit der deutschen Wiedervereinigung hat Berlin vier Universitäten, die versuchen, ihre Studienpläne zu koordinieren. Traditionelle Studiengänge wurden im Rahmen der Studienreform umstrukturiert und das Lehrangebot auf eine moderne und international vergleichbare Grundlage gestellt und die Forschung neu ausgerichtet und gestärkt.

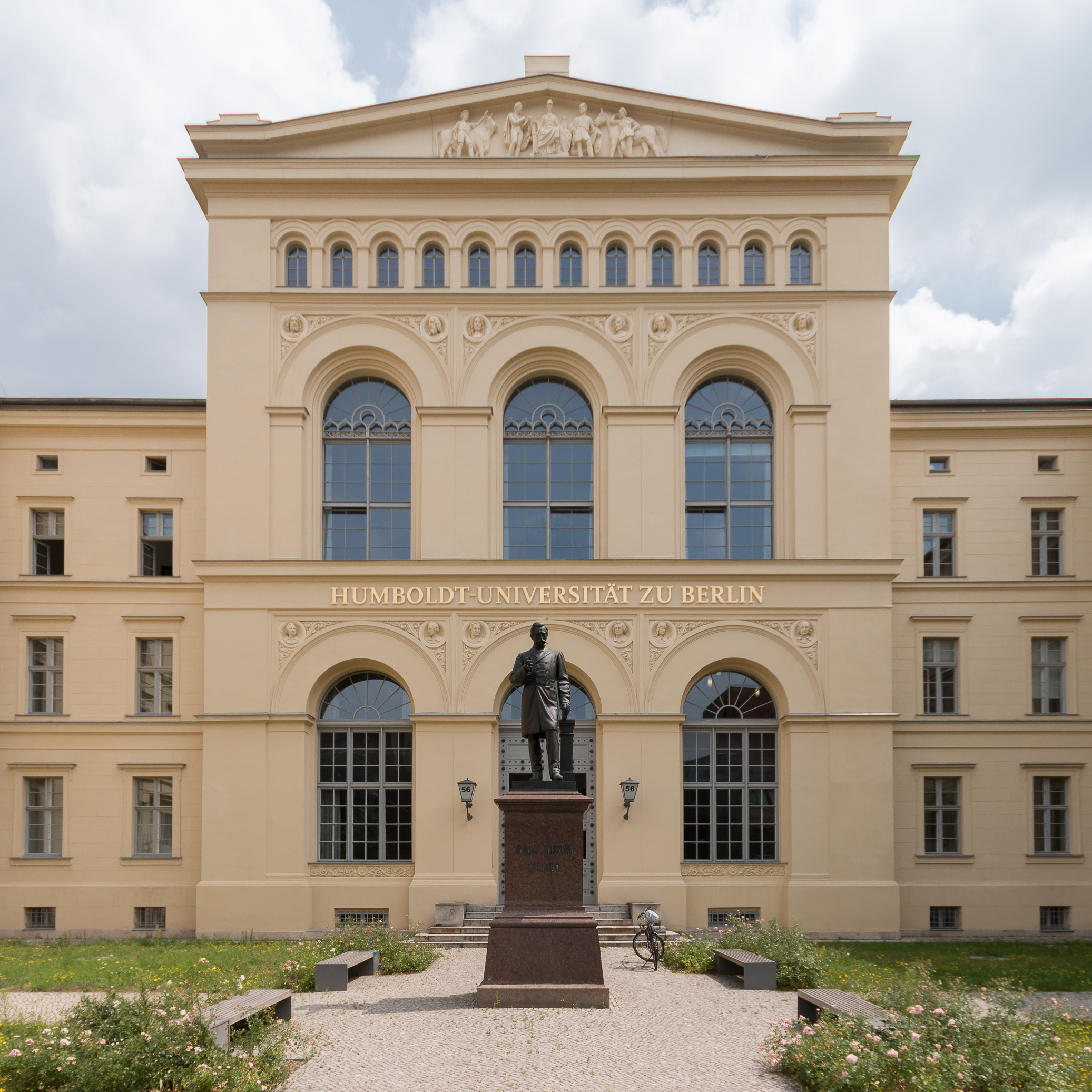
Graduiertenschule für Promovierende, 2014

Durch die Erneuerung gelang es der Humboldt-Universität, in Forschung und Lehre wieder an Ansehen und Attraktivität zu gewinnen. Diese Entwicklung dokumentieren auch die beträchtlichen Fördermittel der Deutschen Forschungsgemeinschaft, die an die Humboldt-Universität fließen und als Indikator für den wissenschaftlichen Erfolg gelten. Enge Kontakte und Kooperationen mit der Wirtschaft stärken die Verankerung der Universität in der Gesellschaft.
Seit 1994 verfügt die Universität über elf Fakultäten und mehrere interdisziplinäre Zentren und Zentralinstitute. Mit über 300 Liegenschaften in Berlin und Brandenburg zählt sie zu den bedeutendsten Standortfaktoren der Region. 1992/1993 studierten 20.425 Personen an der Universität. 2004/2005 waren es 40.828 Studierende (einschließlich Charité). Seitdem unterliegen fast alle Studiengänge einer Zulassungsbeschränkung. Auch wegen der für junge Menschen attraktiven Lage in der Kulturmetropole Berlin bewarben sich im Jahr 2007 insgesamt 25.750 Abiturienten für nur 3.455 Studienplätze. 5791 (14,1 Prozent) ausländische Studierende aus mehr als 100 Ländern lernten und forschten an der Humboldt-Universität. Im selben Jahr wurde die Graduiertenschule der HU (Graduate School) eingeweiht.
Im Jahr 2022 gab es 3040 Promovierende (ohne Charité-Zugehörige) an der Humboldt-Universität.
2025 wurde die Humboldt-Universität Teil des Gründernetzwerks UNITE. Die Initiative fördert wissenschaftsbasierte Ausgründungen und universitätsnahe Jungunternehmer.

## Organisation

### Präsidium
Das Präsidium der Humboldt-Universität setzt sich zusammen aus der Präsidentin Julia von Blumenthal, die dieses Amt am 1. Oktober 2022 übernommen hat, dem Vizepräsidenten für Lehre und Studium (VPL) Niels Pinkwart, dem Vizepräsidenten für Forschung (VPF) Christoph Schneider sowie dem Vizepräsidenten für Haushalt, Personal und Technik (VPH) Niels Helle-Meyer.

### Fakultäten
Die Humboldt-Universität gliedert sich seit April 2014 in neun Fakultäten, die jeweils mehrere Institute umfassen. Daneben bestehen verschiedene zentrale und interdisziplinäre Einrichtungen.

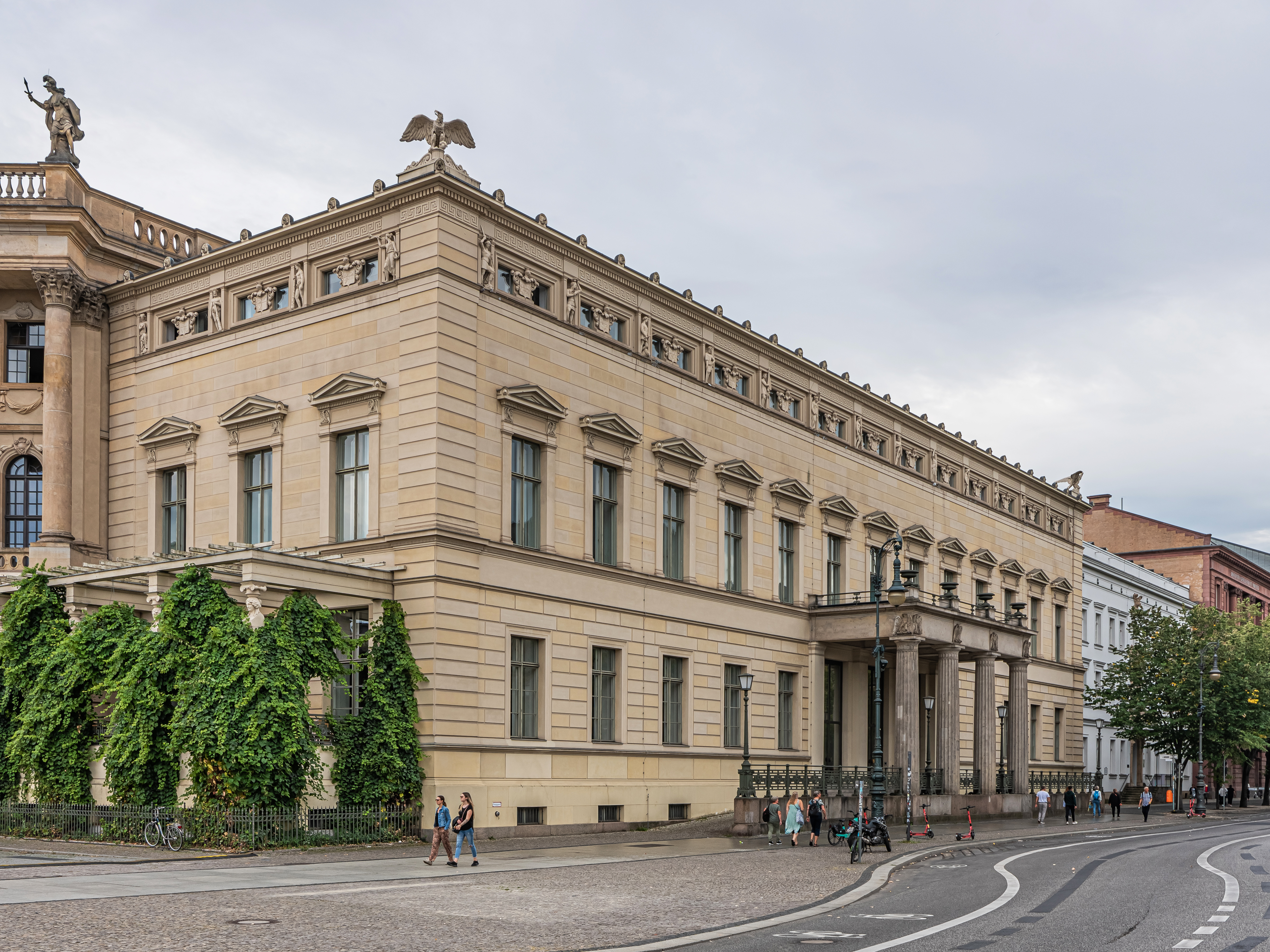
Altes Palais Unter den Linden, Gebäude der Juristischen Fakultät

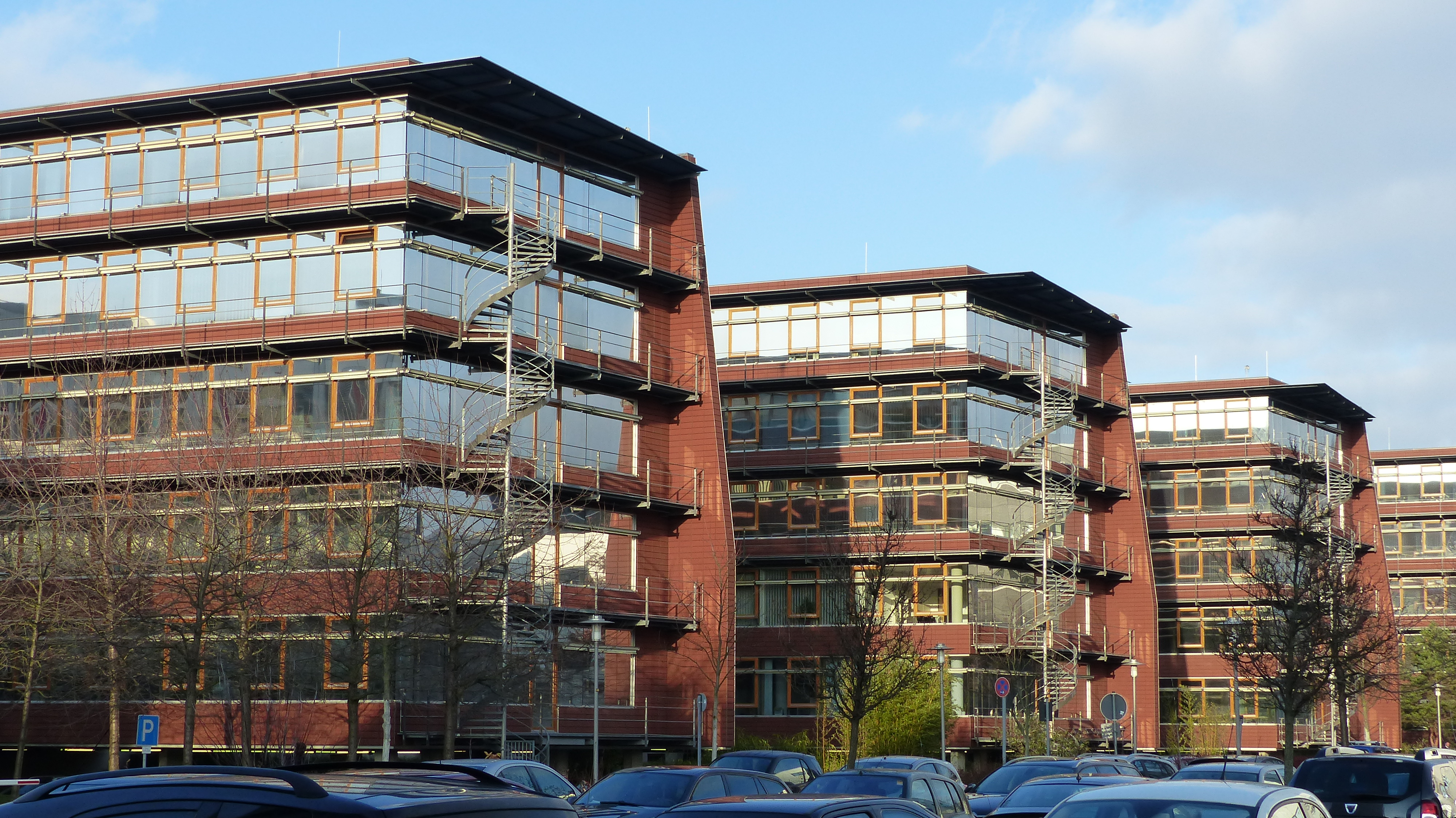
Fachbereich für Informatik in Adlershof

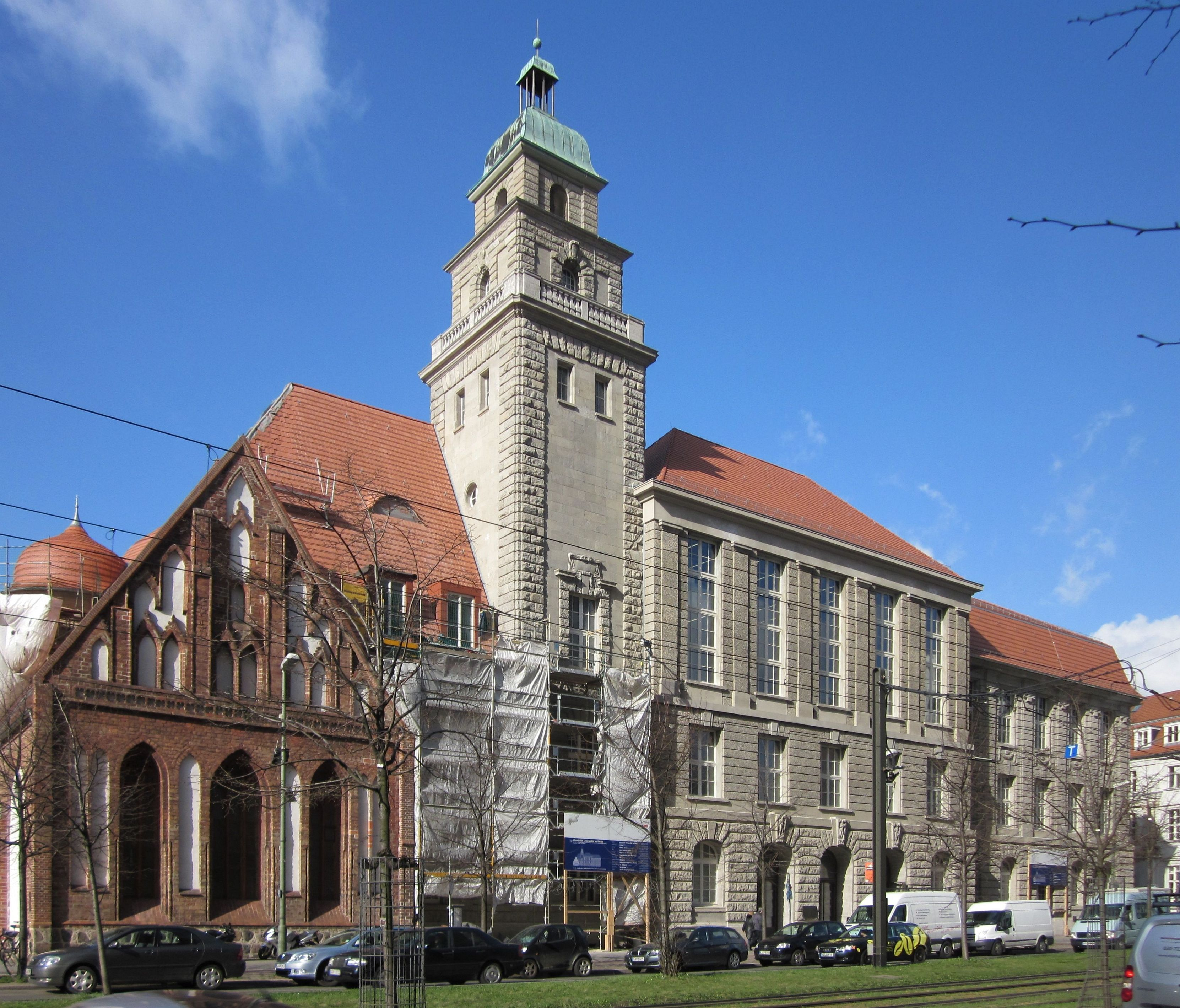
Wirtschaftswissenschaftliche Fakultät

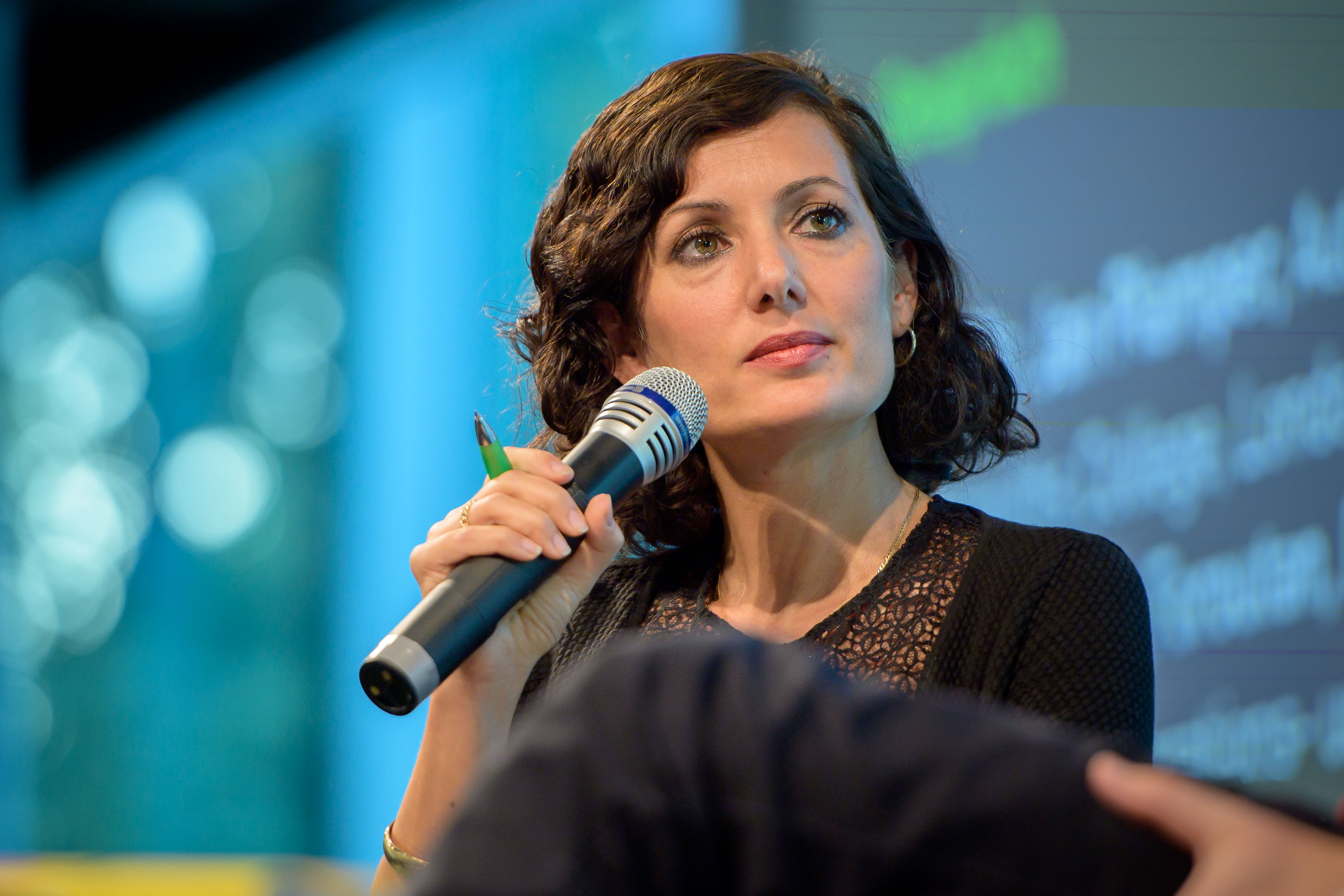
Naika Foroutan von der Kultur-, Sozial- und Bildungswissenschaftlichen Fakultät

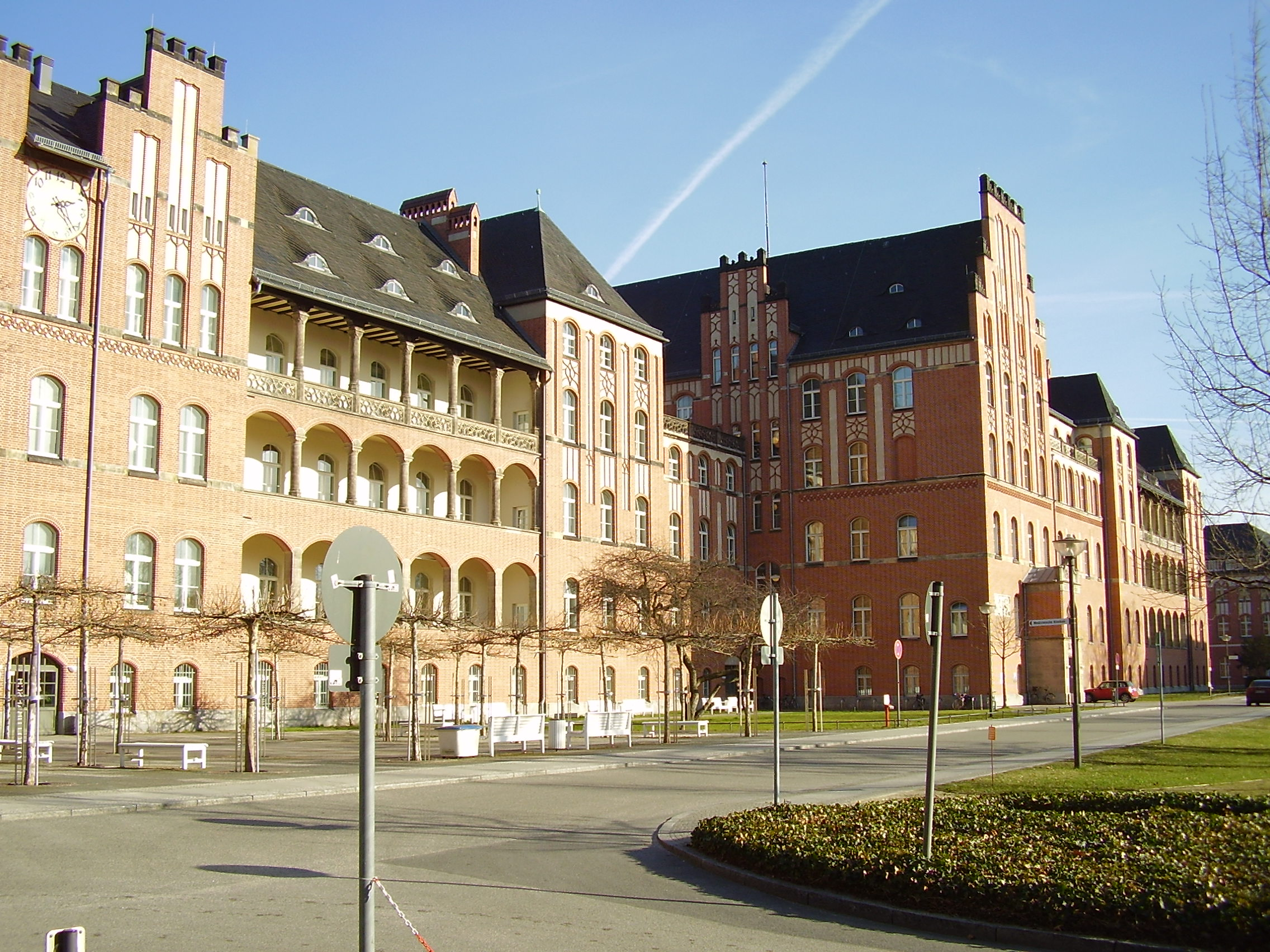
Gebäude der Charité Universitätsmedizin

- Juristische Fakultät (Dekan: Philipp Dann)
- Lebenswissenschaftliche Fakultät
  - Institut für Biologie
  - Albrecht Daniel Thaer-Institut für Agrar- und Gartenbauwissenschaften
  - Institut für Psychologie
- Mathematisch-Naturwissenschaftliche Fakultät
  - Institut für Chemie
  - Institut für Physik
  - Geographisches Institut
  - Institut für Informatik
  - Institut für Mathematik
- Charité – Universitätsmedizin Berlin (gemeinsame medizinische Fakultät der Freien Universität Berlin und der HU)
- Philosophische Fakultät
  - Institut für Philosophie
  - Institut für Geschichtswissenschaften
  - Bibliotheks- und Informationswissenschaft
  - Institut für Europäische Ethnologie
- Sprach- und literaturwissenschaftliche Fakultät
  - Institut für Deutsche Literatur
  - Deutsche Sprache und Linguistik
  - Nordeuropa-Institut
  - Institut für Romanistik
  - Institut für Slawistik und Hungarologie
  - Institut für Anglistik und Amerikanistik
  - Institut für Klassische Philologie
- Kultur-, Sozial- und Bildungswissenschaftliche Fakultät
  - Institut für Archäologie
  - Institut für Asien- und Afrikawissenschaften
  - Institut für Kulturwissenschaft
  - Institut für Kunst- und Bildgeschichte
  - Institut für Musikwissenschaft und Medienwissenschaft
  - Institut für Sozialwissenschaften
  - Geschlechterstudien/ZtG
  - Institut für Erziehungswissenschaften
  - Institut für Rehabilitationswissenschaften
  - Institut für Sportwissenschaft
  - Qualitätsentwicklung im Bildungswesen
  - Berliner Institut für empirische Integrations- und Migrationsforschung
- Theologische Fakultät
  - Seminar für Altes Testament
  - Seminar für Neues Testament
  - Seminar für Kirchengeschichte
  - Seminar für Systematische Theologie
  - Seminar für Praktische Theologie
  - Seminar für Religions- und Missionswissenschaft sowie Ökumenik
  - Institut für Christentum und Antike
  - Institut für Kirche und Judentum
  - Institut für Religionssoziologie und Gemeindeaufbau

(Die Institute für Islamische und für Katholische Theologie sind Zentralinstitute)
- Wirtschaftswissenschaftliche Fakultät

### Interdisziplinäre Zentren und Einrichtungen

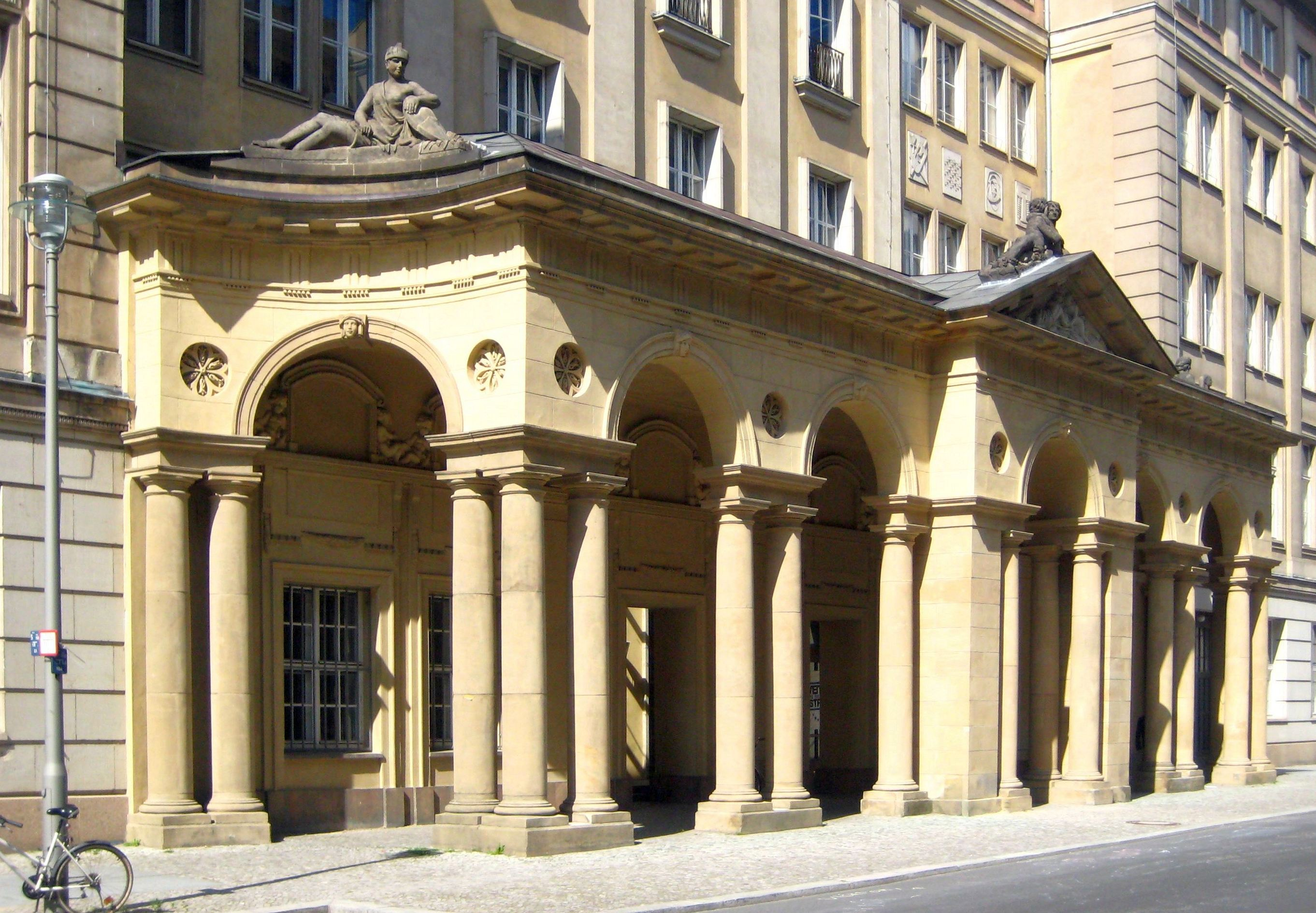
Sitz des Georg-Simmel-Zentrums für Metropolenforschung

- Zentrum für Biophysik und Bioinformatik
- Humboldt-ProMINT-Kolleg[40]
- August-Boeckh-Antikezentrum[41]
- Kolleg Mathematik Physik Berlin
- Interdisziplinäres Zentrum für Bildungsforschung
- Border Crossings – Crossing Borders. Berliner Zentrum für transnationale Grenzforschung
- Interdisziplinäres Zentrum für Computational Neuroscience
- Georg-Simmel-Zentrum für Metropolenforschung

### Zentraleinrichtungen

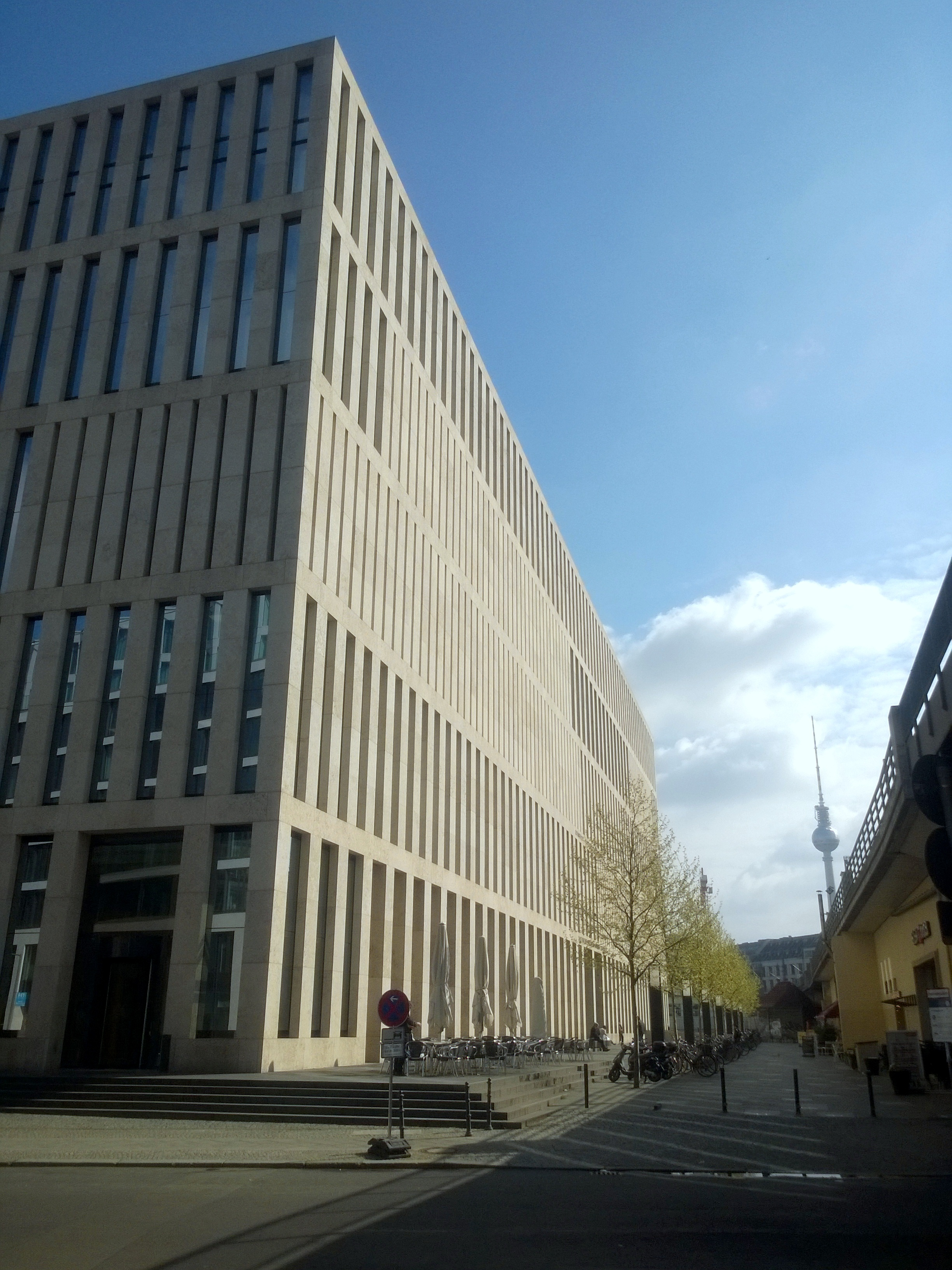
Jacob-und-Wilhelm-Grimm-Zentrum

- Computer- und Medienservice
- Humboldt Graduate School
- Hochschulsport
- Universitätsbibliothek
- Sprachenzentrum (UNIcert)

### Zentralinstitute
- Professional School of Education[42]
- Großbritannien-Zentrum
- Hermann von Helmholtz-Zentrum für Kulturtechnik (HZK)[43]
- Berliner Institut für Islamische Theologie (BIT)[44]
- Zentralinstitut für Katholische Theologie (IKT)[45]

### Gute Wissenschaftliche Praxis
Die Humboldt-Universität verfügt über eine zentrale Frauenbeauftragte, die für Fragen der Chancengleichheit und der Gleichstellung zuständig ist. Die HU hat sich in zwei Runden erfolgreich am Professorinnenprogramm des Bundes und der Länder beteiligt. Zur Sicherung Guter Wissenschaftlicher Praxis existiert eine Satzung, die im Jahr 2000 verabschiedet wurde.

## Standorte

### Campus Mitte
Der Campus Mitte, auf dem fast alle geistes-, sozial- und wirtschaftswissenschaftlichen Fakultäten angesiedelt sind, ist der älteste der drei Campus. Er erstreckt sich rund um das Hauptgebäude der Humboldt-Universität, dem Palais des Prinzen Heinrich am Boulevard Unter den Linden 6. Das Palais wurde 1748–1753 für den Prinzen Heinrich von Preußen erbaut und 1809/1810 zum Hauptgebäude der Berliner Universität umfunktioniert. In ihm befinden sich neben der Universitätsleitung auch das Studierenden-Service-Center, das Institut für Philosophie, das Institut für Anglistik/Amerikanistik, das Winckelmann-Institut für Klassische Archäologie, das Hermann-von-Helmholtz-Zentrum für Kulturtechnik und die Zweigbibliothek Klassische Archäologie. Weitere Standorte auf dem Campus Mitte sind die Alte Bibliothek, das Alte Palais und das Gouverneurshaus, die von der Juristischen Fakultät genutzt werden, sowie das Jacob-und-Wilhelm-Grimm-Zentrum, in dem sich die Universitätsbibliothek und der Computer- und Medienservice befinden.

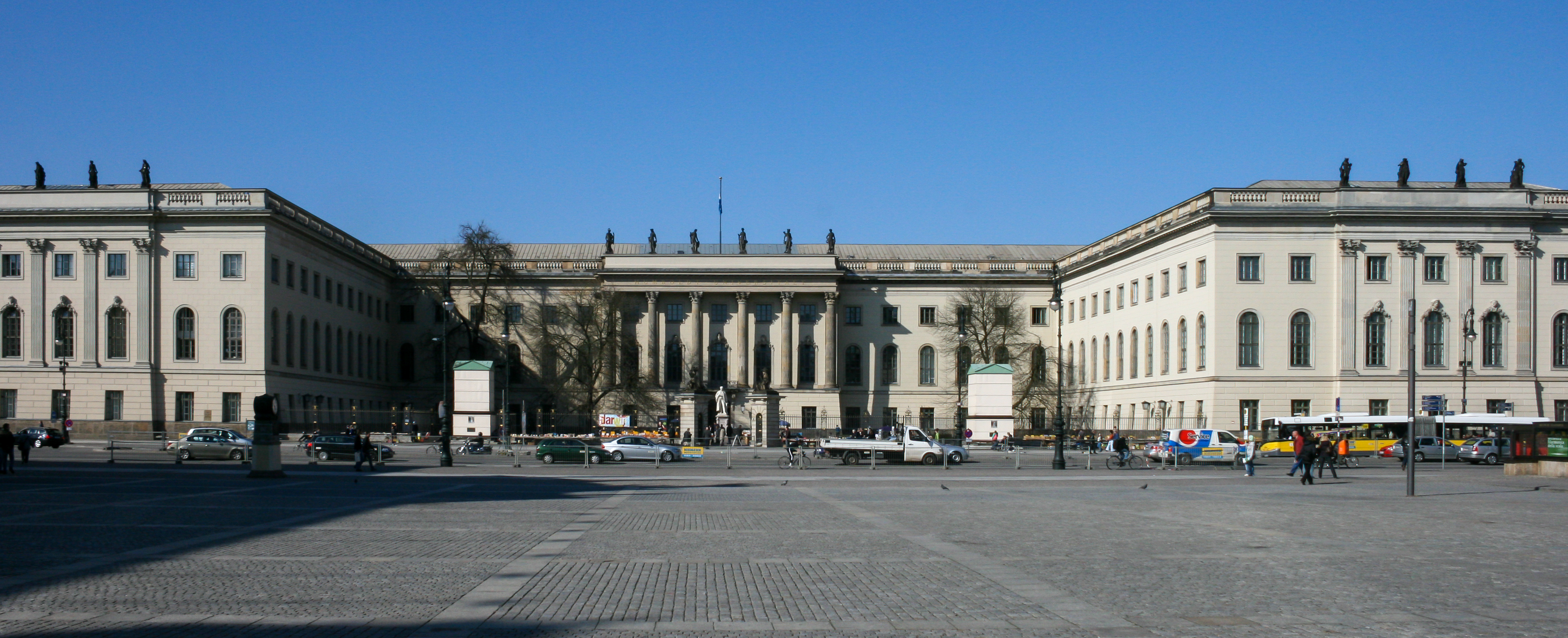
Hauptgebäude der Humboldt-Universität
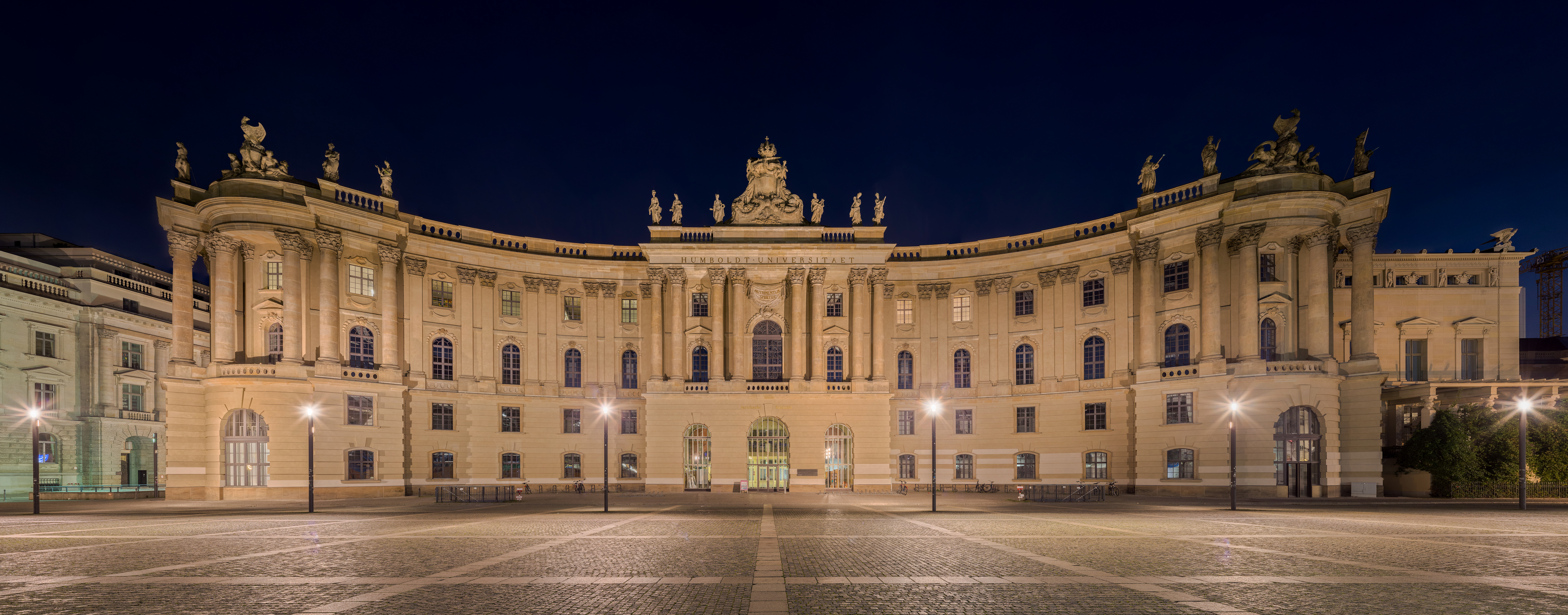
Alte Bibliothek

### Campus Adlershof

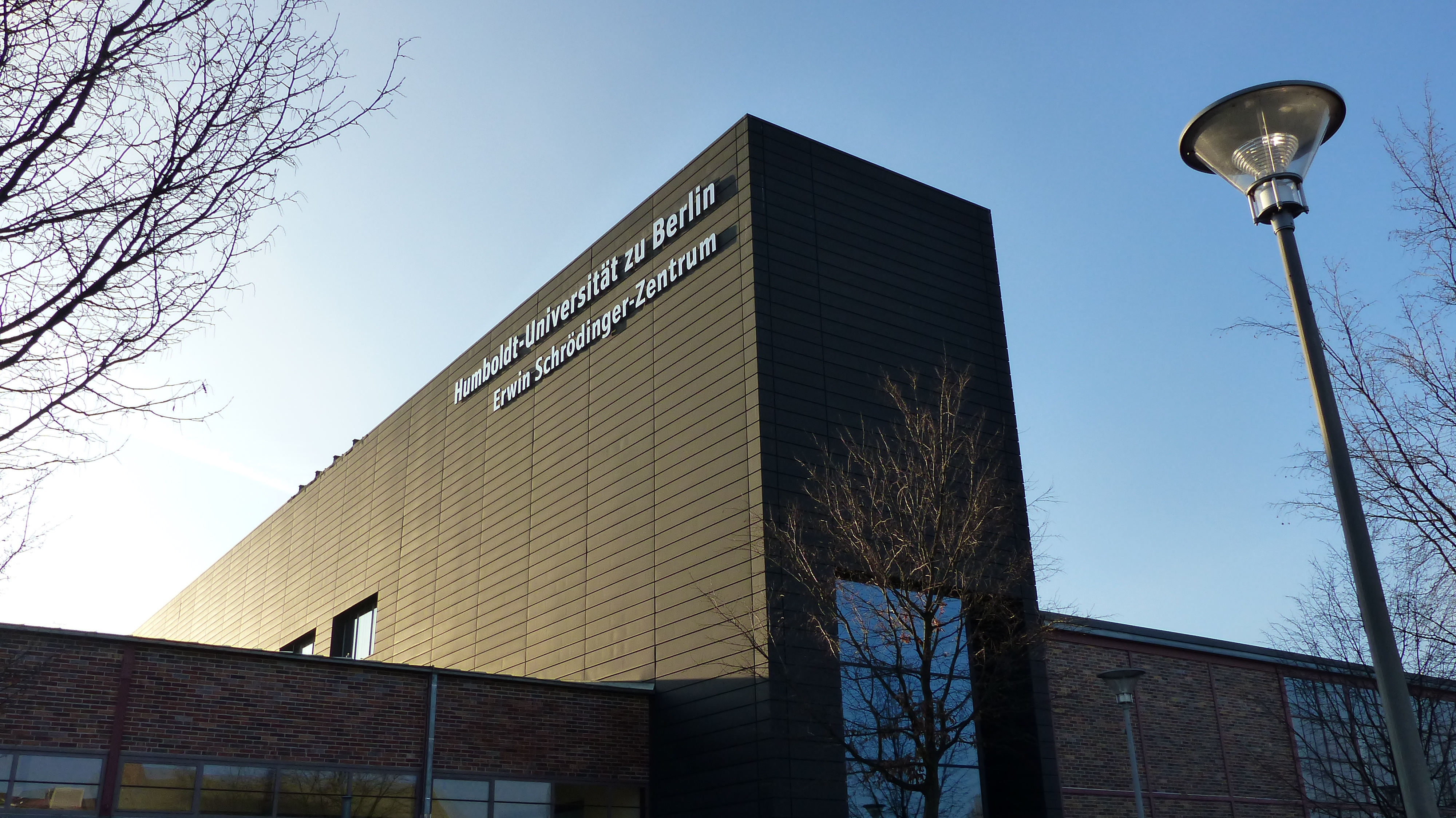
Erwin Schrödinger-Zentrum mit der Zentralbibliothek Naturwissenschaften auf dem Campus Adlershof

Die mathematisch-naturwissenschaftlichen Institute mit Ausnahme der Biologie befinden sich auf dem Wissenschafts- und Wirtschaftsstandort (WISTA) in Berlin-Adlershof im Südosten der Stadt auf dem ehemaligen Flugplatz Johannisthal. Die Gebäude, die von der Humboldt-Universität genutzt werden, sind von 1998 bis 2003 entstanden. Zu den bekanntesten Einrichtungen der seit 1912 von der Deutschen Versuchsanstalt für Luftfahrtforschung errichteten Forschungsanlagen gehört der Große Windkanal.

### Campus Nord
Zusammen mit der Charité bilden die Gebäude an der Luisen-, Philipp- und Invalidenstraße den Campus Nord. Hier sind in erster Linie die lebenwissenschaftlichen (landwirtschaftlich-gärtnerischen, neurowissenschaftlichen und biologischen) Institute sowie das Institut für Asien- und Afrikawissenschaften zu finden. In der Hessischen Straße befindet sich der Emil-Fischer-Hörsaal. Ebenfalls auf dem Campus Nord liegt das seit 2009 zur Leibniz-Gemeinschaft gehörende Naturkundemuseum. In den ehemaligen Reußschen Gärten, dem sogenannten „Campus der Lebenswissenschaften“, befinden sich u. a. die Anatomiegebäude der Charité, das Tieranatomische Theater, das Bernstein Zentrum für Computational Neuroscience und die Berlin School of Mind and Brain.

### Campus Dahlem
Am Campus Dahlem sind experimentell arbeitende Fachgebiete der 2014 gegründeten Lebenswissenschaftlichen Fakultät untergebracht. Diese Bereiche gehörten nach der Wiedervereinigung bis 2014 zur Landwirtschaftlich-Gärtnerischen Fakultät. Neben Gebäuden, in denen naturwissenschaftlich geforscht wird, stehen hier Freiland- und Gewächshausflächen zur Verfügung.

### Arboretum im Baumschulenweg

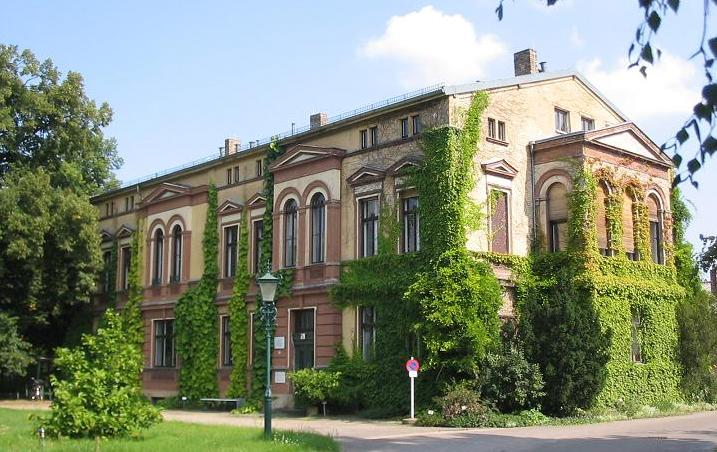
Späth-Arboretum

In Berlin-Baumschulenweg befindet sich das 1879 begründete Späth-Arboretum der Universität. Das Arboretum ist seit 1995 Teil des „Instituts für Biologie“ und Sitz der „Arbeitsgruppe für Systematische Botanik“.

### Sammlungen
Die Universität hatte im Laufe ihrer Geschichte weit über 100 wissenschaftliche Sammlungen mit mehreren Millionen Objekten. Ihr Ursprung geht zurück bis auf das Jahr 1700, als die Königlich-Preußische Akademie der Wissenschaften gegründet wurde. Nach 1810 wurden Teile dieser und anderer wissenschaftlicher Sammlungen in die Universität eingegliedert. Bedingt durch die Dynamik des wissenschaftlichen Betriebes und Kriegsverluste sowie durch die Trennung des Museums für Naturkunde und der Charité von der Universität gehören bedeutende Sammlungsteile heute nicht mehr zur Universität. Trotzdem zählen circa 40 Lehr- und Forschungssammlungen zur wissenschaftlichen Infrastruktur der Institute. Die „Sammlungsordnung der HU“ gibt darüber Auskunft.

## Forschung

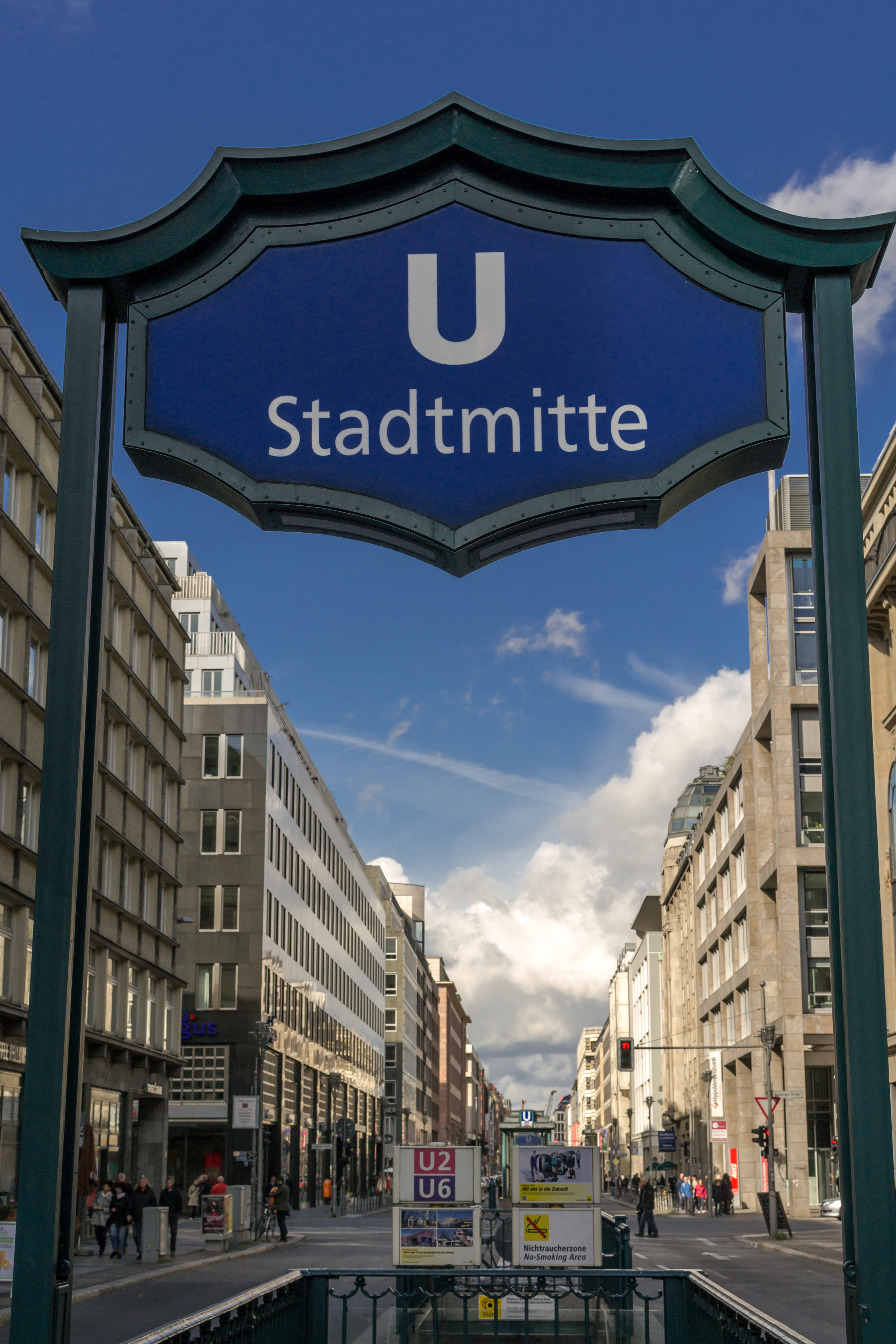
Centre Marc Bloch (2. Gebäude auf der linken Seite)

Die Humboldt-Universität zählt zu den forschungsstärksten Universitäten in Deutschland und Europa. Bei Anträgen um Förderungen des 2007 gegründeten Europäischen Forschungsrats war die HU Berlin überdurchschnittlich erfolgreich. Insgesamt 36 sogenannte ERC Grants konnten bis 2020 von den verschiedensten Spitzenforschern eingeworben werden. Der renommierte Gottfried Wilhelm Leibniz-Preis der DFG wurde zwischen 1998 und 2021 insgesamt 15 mal an Wissenschaftler der HU verliehen.
An der Humboldt-Universität sind zahlreiche An-Institute etabliert. Die An-Institute sind gegenüber der Universität berichtspflichtig. Der Leiter eines An-Instituts ist zugleich Hochschullehrer an der HU. Die An-Institute werden von der Forschungsabteilung der Universität betreut.
- artop GmbH – Institut an der Humboldt-Universität zu Berlin
- Institut für Agrar- und Stadtökologische Projekte an der Humboldt-Universität zu Berlin
- Institut für Genossenschaftswesen an der Humboldt-Universität zu Berlin
- Institut Kirche und Judentum an der Humboldt-Universität zu Berlin[56]
- Institut zur Qualitätsentwicklung im Bildungswesen
- Maecenata-Institut für Philanthropie und Zivilgesellschaft
- Centre Marc Bloch

### Humboldt Innovation

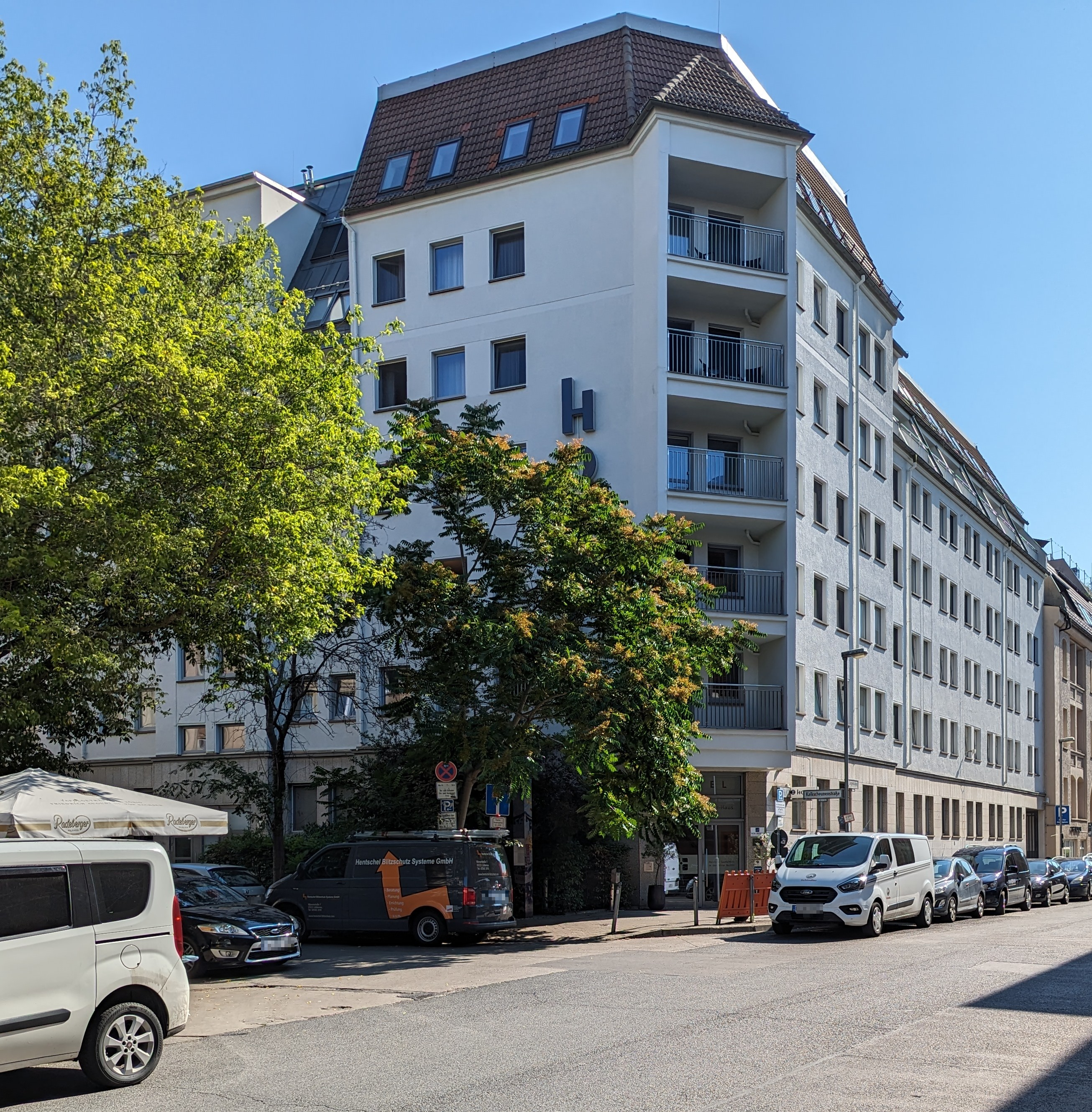
Haus der Humboldt-Innovation GmbH

Die Gesellschaft Humboldt-Innovation bringt die universitäre Wissenschaft mit der Wirtschaft und der Gesellschaft durch zahlreiche Dienstleistungen zusammen. Sie ist in den Bereichen anwendungsnahe Forschung, Firmengründungen und Weiterbildung aktiv. Die Humboldt Innovation ist eine Tochtergesellschaft der Humboldt-Universität zu Berlin. Bis 2023 wurden durch die Gesellschaft über 500 Millionen Euro an Wagniskapital für Firmenausgründungen aus der Universität eingesetzt. Die Humboldt Innovation ist u. a. Partner der Berlin Quantum Alliance, einem Zentrum zur Erforschung von Quantentechnologien.

### Technologie
Im Jahr 2007 bekam die Humboldt-Universität im Rahmen der Exzellenzinitiative des Bundes und der Länder drei Graduiertenschulen und ein eigenes Exzellenzcluster (Exzellenzcluster Topoi) bewilligt. In der Exzellenzinitiative 2012 erhielt die HU den Exzellenzstatus und wurde zur Spitzenuniversität. Sie bekam zudem einen neuen Exzellenzcluster und zwei weitere Graduiertenschulen bewilligt, sodass die Universität seitdem zwei Exzellenzcluster besitzt und an einem weiteren Cluster gemeinsam mit der TU Berlin beteiligt ist, sowie drei eigene Graduiertenschulen und zwei Beteiligungen an Graduiertenschulen hat. 2019 wurde u. a. der Exzellenzcluster Matters of Activity. Image Space Material bewilligt.

## Studium
Die Humboldt-Universität ist im Jahr 2021 eine Volluniversität mit 171 Studiengängen in 9 Fakultäten. Der Studiengang Medizin an der Charité ist eine gemeinsame Fakultät mit der Freien Universität Berlin. Ingenieurwissenschaftliche Studiengänge werden an der HU Berlin nicht angeboten, diese sind in Berlin insbesondere an der Technischen Universität Berlin zu finden. Das Angebot für Lehramtsstudiengänge umfasst alle vier Laufbahnen des Berliner Modells.
Der Semesterbeitrag an der HU Berlin beträgt 315,64 € (Stand: 2022). Dieser setzt sich aus der Semestergebühr für die Rückmeldung, dem Beitrag für das Studierendenwerk Berlin und dem Beitrag zur Studierendenschaft zusammen. Außerdem ist in dem Beitrag auch ein Semesterticket enthalten, mit dem der Öffentliche Personennahverkehr im Verkehrsverbund Berlin-Brandenburg genutzt werden kann.

### Studiengänge

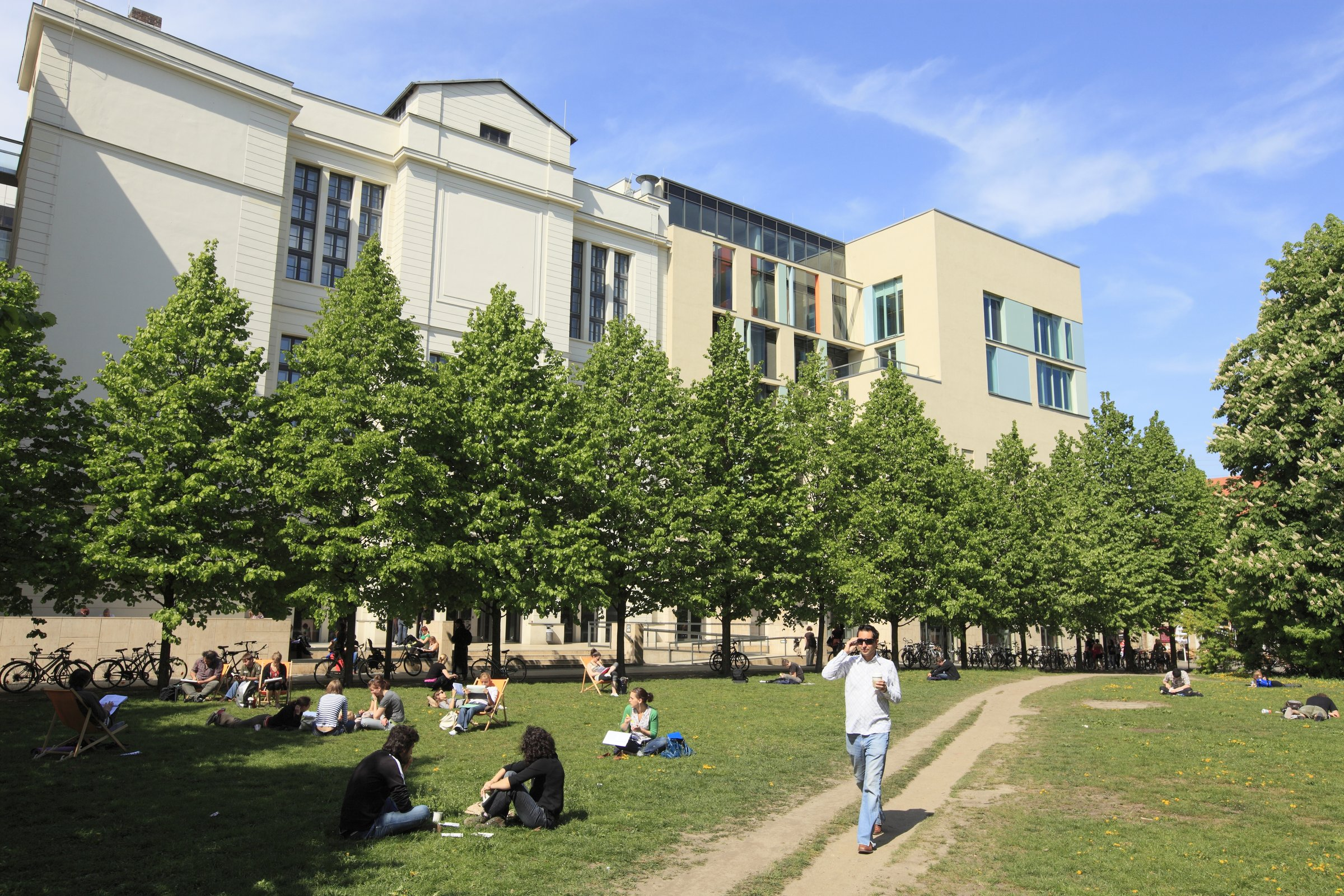
Studentenleben am Hegelplatz

Bis auf einige Ausnahmen waren im Wintersemester 2013/2014 an der Humboldt-Universität die meisten grundständigen Studiengänge zulassungsbeschränkt und hatten einen NC zwischen 1,0 in Psychologie und 2,8 in Bibliotheks- und Informationswissenschaften. Die Anzahl der Bewerbungen variierte stark nach Fach: Für Psychologie bewarben sich z. B. 4788 Personen auf 100 Plätze, in Betriebswirtschaftslehre 3939 auf 160 Plätze. Viele Zweitfächer in Kombinationsbachelor-Studiengängen waren zulassungsbeschränkt, der NC lag zwischen 1,3 in Geographie und Medienwissenschaft und 2,5 in Medienwissenschaft. Bei den Masterstudiengängen gab es zum Wintersemester 2013/2014 etwa die Hälfte ohne Beschränkung.
Neben den klassischen Studienfächern bietet die Humboldt-Universität kleine Fächer wie Afrika- und Asienwissenschaften, Gehörlosenkultur oder Europäische Ethnologie an. Als einzige Berliner Universität bietet die HU Agrarwissenschaft, Evangelische Theologie und Sozialwissenschaft an. Es können 12 agrarwissenschaftliche Studiengänge studiert werden. Deutschlandweit einmalig ist der Studiengang Rehabilitationswissenschaften mit dem Schwerpunkt Gebärdensprach- und Audiopädagogik, sowie der internationale Masterstudiengang Religion und Kultur.

### Studierendenvertretungen

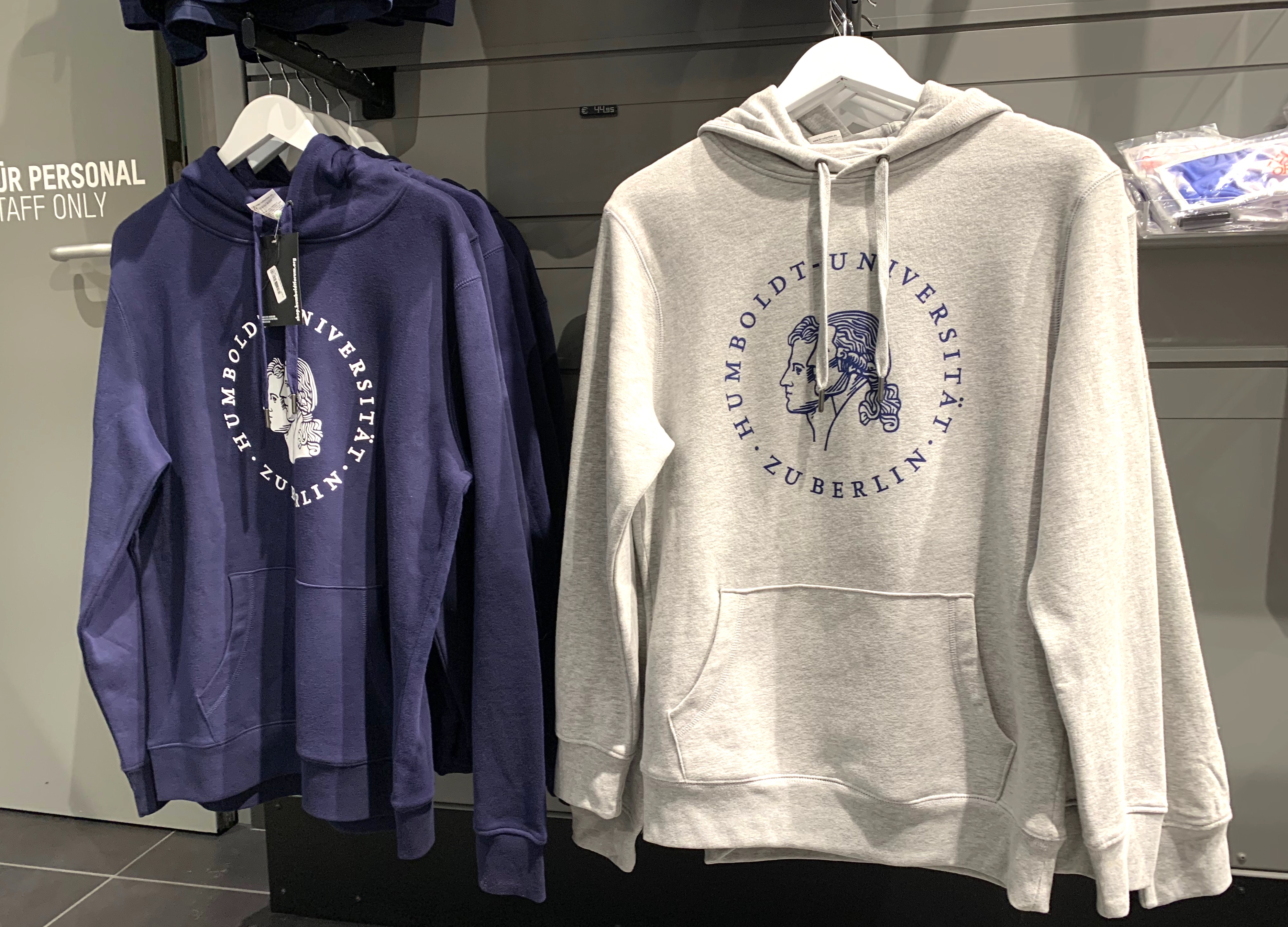
Kapuzenpullover für Studierende der Humboldt-Universität zu Berlin

Die Studierenden werden über das Studierendenparlament, den „Referent_innenrat“ (gesetzlich Allgemeiner Studierendenausschuss) und die Fachschaften direkt vertreten.
Das Studierendenparlament ist neben der studentischen Vollversammlung das höchste beschlussfassende Organ der Studierendenschaft. Dies wird ein Mal im Jahr gewählt. Zu seinen Aufgaben gehören u. a. die Beratung über hochschulpolitische Probleme und Beschlussfassung über die Richtlinien der Arbeit der studentischen Selbstverwaltung, Festlegung der Referate und Wahl der Referenten des RefRats sowie deren Kontrolle, Beschlussfassung über die Höhe der Studierendenbeiträge, Beschlussfassung über den Haushalt der Studierendenschaft, Wahl von Mitgliedern in universitären Gremien und Gremien des Studierendenwerkes, Änderung der Satzung der Studierendenschaft und Beschluss über die Mitgliedschaft der Studierendenschaft in studentischen Organisationen sowie über die Partnerschaft mit anderen Studierendenschaften. Die Arbeit des Studierendenparlaments findet in öffentlichen Sitzungen, Arbeitskreisen und Kommissionen statt. Jeder Studierende kann Anträge zur Behandlung an das Studierendenparlament stellen.
Der Referent_innenRat (RefRat) vertritt die Anliegen der Studierenden gegenüber der Universitätsleitung und dem Berliner Senat. Des Weiteren ist das Gremium für vielerlei Serviceangebote verantwortlich wie z. B. für den Verleih von Ton- und Lichttechnik. Der RefRat wird vom StudentInnenparlament für ein Jahr gewählt. Er ist das Exekutivorgan für das StuPa. Der RefRat teilt sich dabei in 16 Referate auf.
| Wahlvorschlag (2025)                        | Stimmen in % | Sitze |
| ------------------------------------------- | ------------ | ----- |
| Linke Liste an der HU – LiLi                | 42,7         | 26    |
| Grünboldt                                   | 19,3         | 11    |
| OLKS – Offene Liste Kritischer Studierender | 11,9         | 6     |
| Juso-Hochschulgruppe                        | 9,4          | 6     |
| Queerfeministische Liste                    | 6,2          | 4     |
| Die Normalen. - RCDS                        | 5,8          | 3     |
| IYSSE                                       | 4,7          | 3     |

### Bibliothek
Die Bibliothek der Universität ist mit rund 6,5 Millionen Büchern und etwa 9000 laufenden Zeitschriften eine der größten Universitätsbibliotheken Deutschlands. Die Universitätsbibliothek gliedert sich in die Zentralbibliothek – das Grimm-Zentrum auf dem Campus Mitte – mit 12 integrierten Teil- und Zweigbibliotheken, die Zweigbibliothek für Naturwissenschaften auf dem Campus Adlershof, die Zweigbibliothek Campus Nord sowie acht weitere Teil- und Zweigbibliotheken, wie die des Japanzentrums, der Juristischen oder der Theologischen Fakultät.

## Reputation
Ende des 19. Jahrhunderts erlangte die damals noch Friedrich-Wilhelms-Universität zu Berlin genannte Einrichtung aufgrund ihrer Konzeption Vorbildcharakter für zahlreiche neugegründete Hochschulen in Europa und den Vereinigten Staaten.:18 f. Bis in die Gegenwart erhielt sich deshalb der Ruf als „Mutter aller modernen Universitäten“. Zwischen 1900 und 1940 erlebte die Universität eine weltweit anerkannte Blütezeit. Eine Vielzahl an hochkreativen Wissenschaftlern lehrten und arbeiteten an der Berliner Hochschule oder dessen Umfeld. Wesentliche technische Erfindungen, die mit den Impulsen der universitären Forschung einhergingen wurden entwickelt. Häufig in Zusammenarbeit mit ansässigen Industrieunternehmen.
Im World University Ranking 2018/19 der Times Higher Education erreichte die HU weltweit Platz 67 und im World Reputation Ranking 2018 lag sie auf den Plätzen 61–70. Sie gehörte damit beides Mal zu den besten vier deutschen Universitäten.
Der deutsch- und englischsprachige Debattierclub Berlin Debating Union (BDU) mit Sitz an der Humboldt-Universität wurde 1999 gegründet und hat sich zu einem der größten und national wie international erfolgreichsten Debattierclubs Deutschlands entwickelt. Die BDU wurde in den Jahren 2002, 2014 und 2021 Deutscher Meister. Sie erreichte zahlreiche Finalrunden auf Europa- und Weltmeisterschaften und war der Ausrichter der Europameisterschaft 2006 sowie der Weltmeisterschaft 2013.

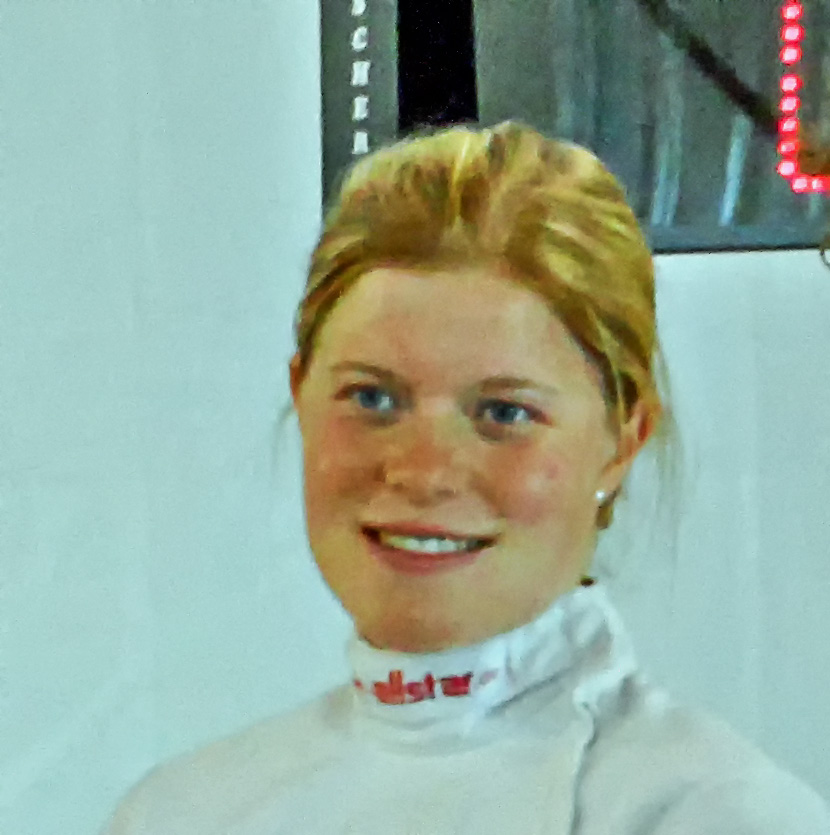
Annika Schleu, Weltmeisterin 2021 im Modernen Fünfkampf

### Olympiastützpunkt
Die Humboldt-Universität ist regionaler Kooperationspartner des Olympiastützpunkts Berlin. Die Zusammenarbeit fördert insbesondere Spitzensportler, die an der HU Berlin studieren. In vielfacher Hinsicht leistet die Universität Hilfestellung bei der Betreuung der Athleten. Rund 60 Bundeskaderathleten und circa 90 weitere, sportlich erfolgreiche Studierende wurden im Jahr 2015 bei ihren Vorhaben unterstützt.
Zu den Olympischen Spielen 2012 und 2016 wurden 23 Athleten und Athletinnen entsendet, die an der HU Berlin immatrikuliert waren. Damit zählte die Universität im deutschsprachigen Raum zu den Hochschulen mit dem größten Kontingent an Olympioniken.

### Globale Partnerschaften
Gegenwärtig pflegt die HU Berlin weltweit Partnerschaften zu über 375 wissenschaftlichen Einrichtungen. Sie bezeichnet sich als Reformuniversität im Zeichen der Exzellenz. Rund 20 % des wissenschaftlichen Personals kommt im Jahr 2020 aus dem Ausland, womit die Humboldt bundesweit den Spitzenplatz einnimmt. Über 1000 Stipendiaten kommen jährlich im Rahmen des Erasmus-Programms von Universitätspartnern an die Humboldt-Universität.
Die Humboldt-Reden zu Europa werden seit dem Jahr 2000 zu Semesterbeginn im Auditorium maximum der Universität abgehalten. Zu den Rednern gehörten zahlreiche amtierende Staats- und Regierungschefs.

## Persönlichkeiten

### Nobelpreisträger
In der Geschichte der Humboldt-Universität gibt es zahlreiche berühmte Wissenschaftler. Bis zum Jahr 2020 gab es 29 Nobelpreisträger die zur Zeit ihres wissenschaftlichen Lebens mit der Universität verbunden waren. 27 weitere Nobelpreise werden mit Persönlichkeiten, die in ihrem wissenschaftlichen Leben an der Berliner Universität tätig waren, assoziiert.
Als 1901 der Nobelpreis zum ersten Mal verliehen wurde, ging eine der begehrten Auszeichnungen an die Berliner Universität, an den niederländischen Chemiker Jacobus Henricus van ’t Hoff. Ein Jahr später wurde Theodor Mommsen, Professor für Alte Geschichte, gewürdigt – als erster deutscher Nobelpreisträger für Literatur. Den Nobelpreis für Physik erhielten zahlreiche Forscher, die mit der Universität wissenschaftlich verbunden waren. Unter den insgesamt 29 Nobelpreisträgern waren Albert Einstein und Max Planck. Für ihre Leistungen in der Chemie wurden Emil Fischer, Walther Nernst und Otto Hahn, in der Medizin Robert Koch und Otto Warburg ausgezeichnet.

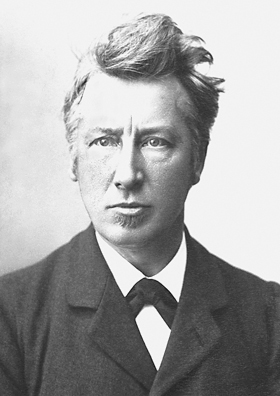
Jacobus Henricus van ’t Hoff
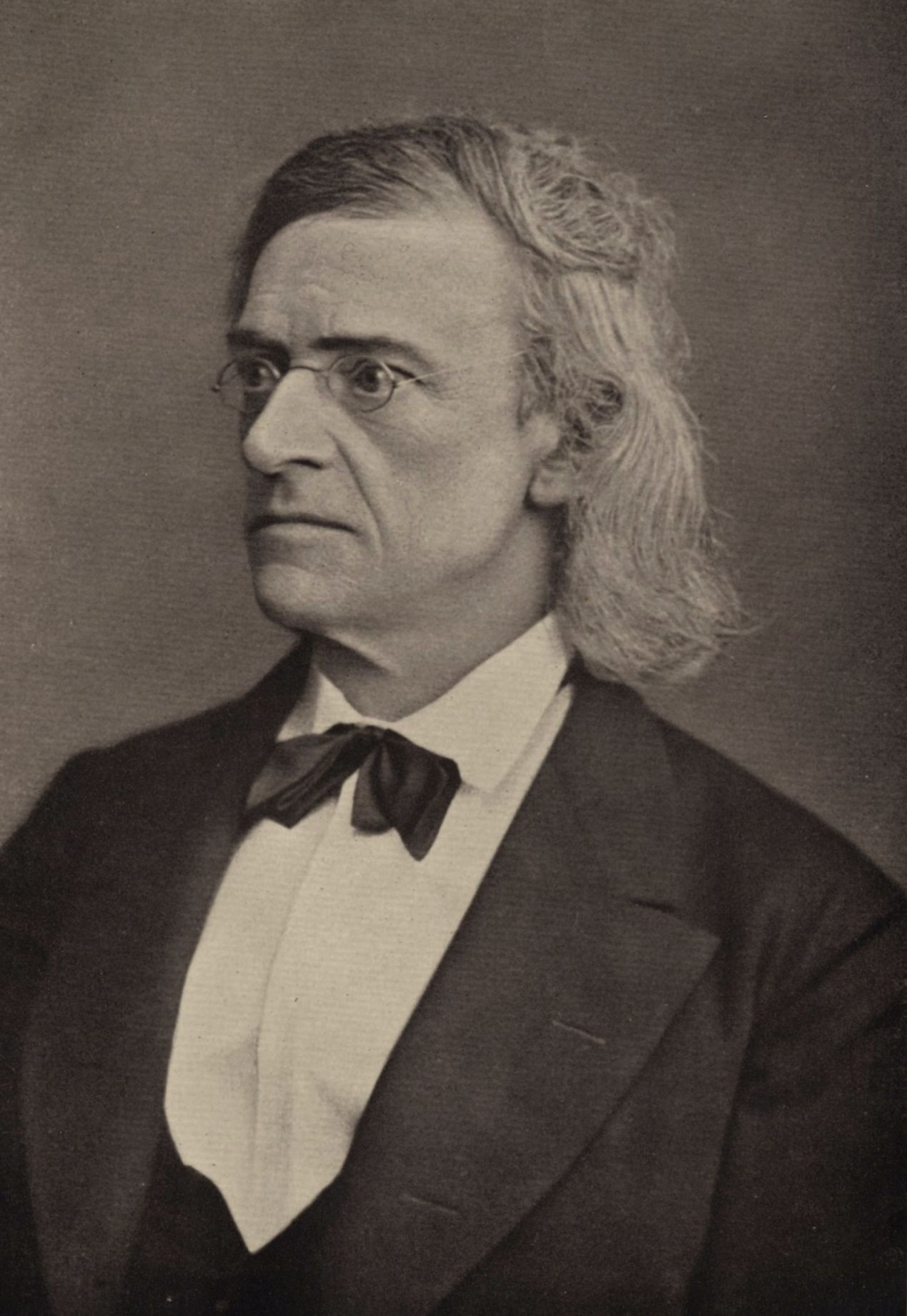
Theodor Mommsen
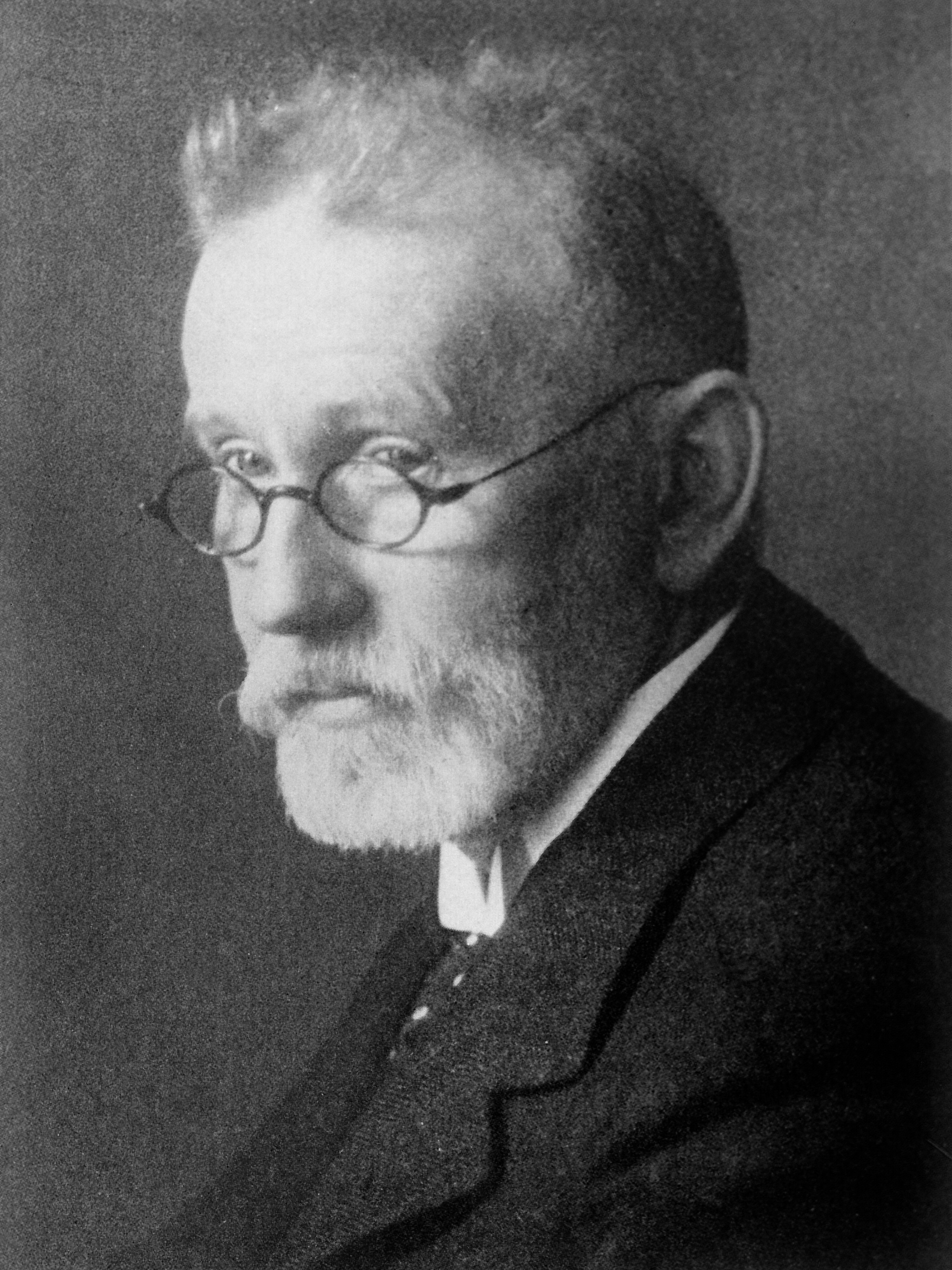
Paul Ehrlich
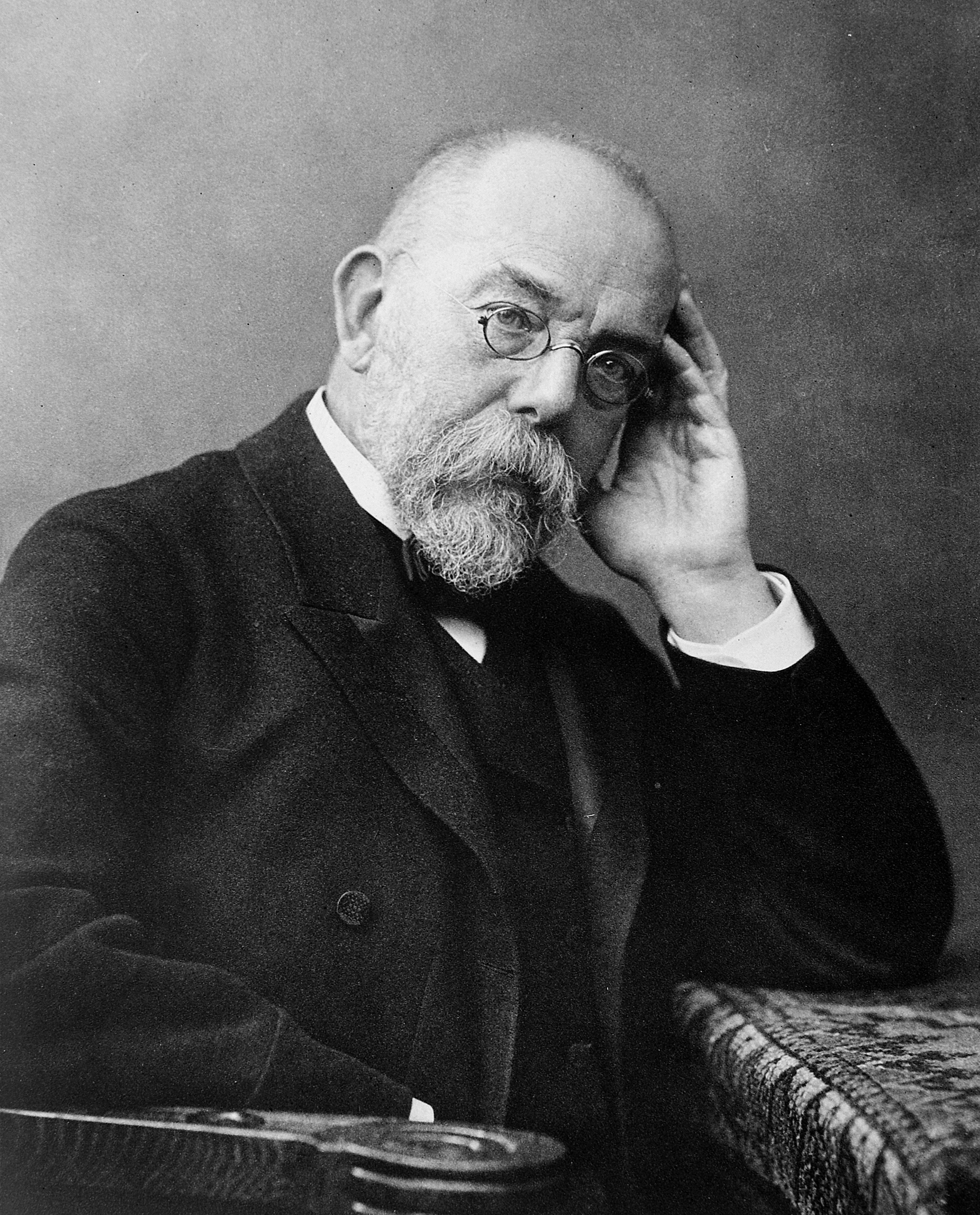
Robert Koch
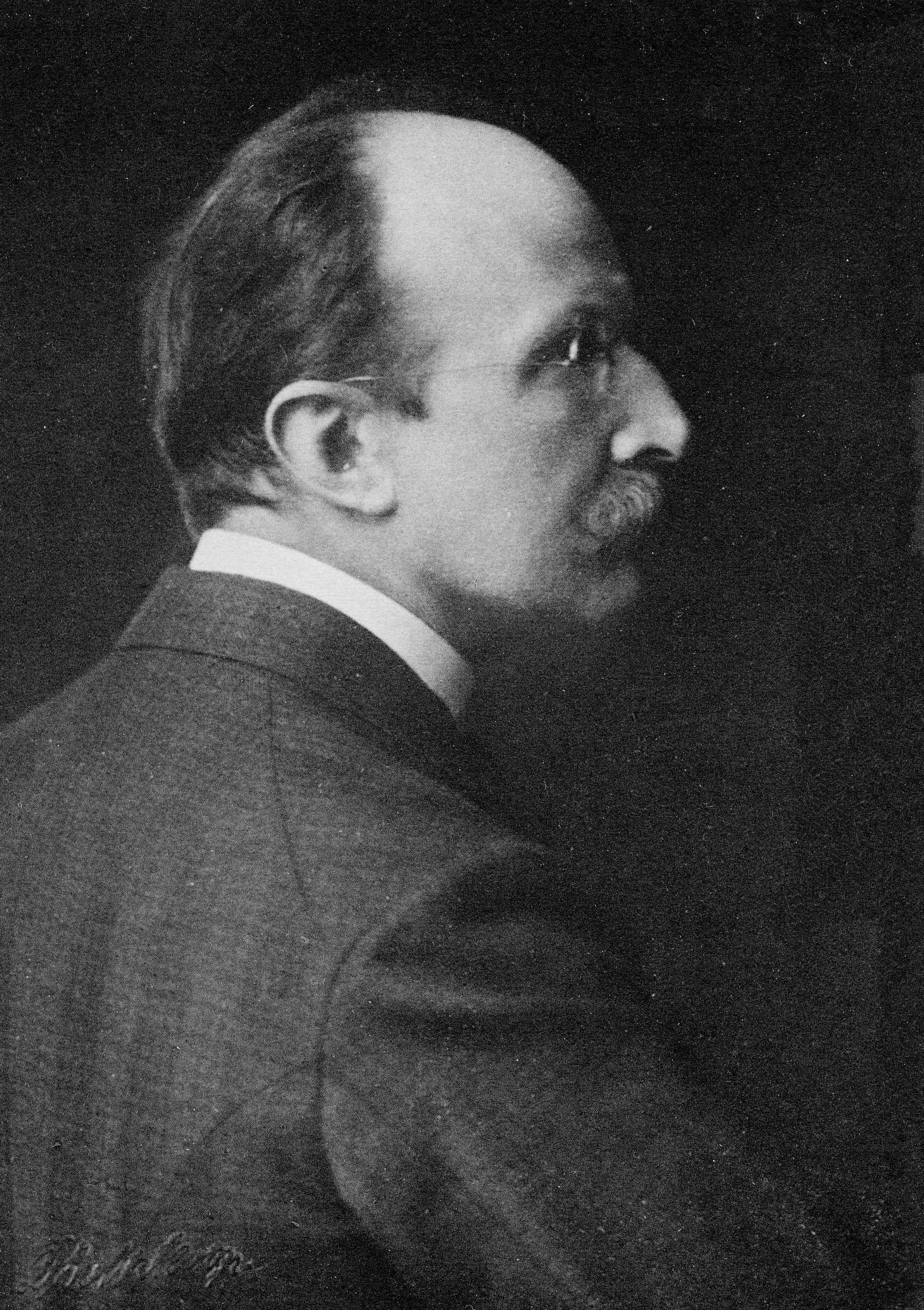
Max Planck
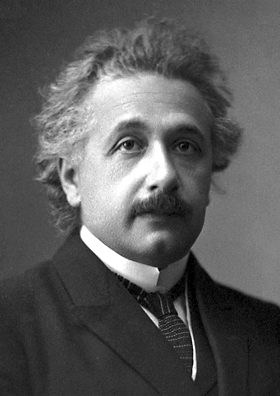
Albert Einstein
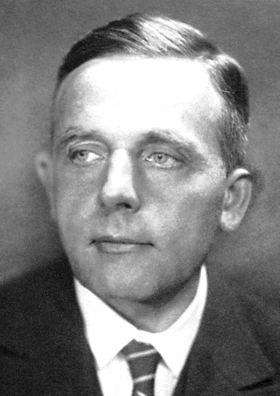
Otto Warburg
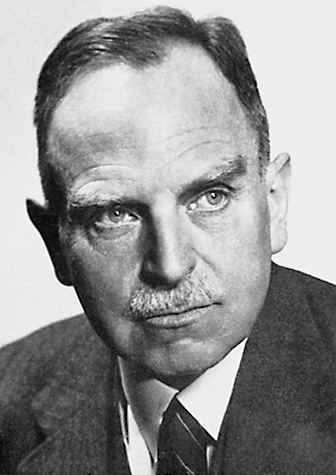
Otto Hahn

### Alumni
Auch die Absolventen der Berliner Universität bestimmten die Entwicklung der Gesellschaft im 19. und 20. Jahrhundert mit: Heinrich Heine, Adelbert von Chamisso, Ludwig Feuerbach, Otto von Bismarck, Karl Marx, Franz Mehring, Wilhelm und Karl Liebknecht, Kurt Tucholsky und Alfred Wegener waren einst als Studierende an der Berliner Alma Mater eingeschrieben. Nachdem das Frauenstudium in Preußen 1908 erlaubt worden war, konnten auch Studentinnen und Dozentinnen den akademischen Ruf der HU vertreten, unter ihnen Alice Salomon, Liselotte Richter, Lise Meitner und Clara von Simson. Die Erstsynthese des Amphetamins wurde 1887 durch den Chemiker Lazăr Edeleanu an der Humboldt-Universität durchgeführt.
Auch haben Studierende der Universität bis 2020 mindestens zehn olympische Medaillen gewonnen (3× Gold, 4× Silber, 3× Bronze). Darunter waren Sportlerinnen und Athleten wie Karin Büttner-Janz und Helmut Recknagel.

### Professoren
Bis 1945
- Ludwig Armbruster (1886–1973), Zoologie, Bienenkunde
- Carl Crome (1859–1931), Rechtswissenschaft
- Johann Gottlieb Fichte (1762–1814), Philosophie
- Adolf von Harnack (1851–1930), Theologie
- Georg Wilhelm Friedrich Hegel (1770–1831), Philosophie
- Werner Heisenberg (1901–1976), Physik
- Hermann von Helmholtz (1821–1894), Physik, Physiologie
- Otto Liebknecht (1876–1949), Chemie
- Heinrich Gustav Magnus (1802–1870), Chemie, Physik
- Lise Meitner (1878–1968), Physik
- Theodor Mommsen (1817–1903), Geschichte
- Eilhard Mitscherlich (1794–1863), Chemie
- Walther Nernst (1864–1941), Physik, Chemie
- Albrecht Penck (1858–1945), Geographie
- Max Planck (1858–1947), Physik
- Ferdinand von Richthofen (1833–1905), Geographie
- Ludwig Riess (1861–1928), Geschichte
- Carl Ritter (1779–1859), Geographie
- Paul Ritterbusch (1900–1945), Rechtswissenschaft
- Friedrich Schleiermacher (1768–1834), Theologie
- Rudolf Virchow (1821–1902), Pathologie

1945 bis 1990
- Joachim Auth (1930–2011), Physik
- Walter Bartel (1904–1992), Geschichte
- Georg Blumenthal (1888–1964), Medizin
- Hans Holm Bielfeldt (1907–1987), Slawistik
- Inge Diersen (1927–1993), Literaturwissenschaft
- Harald Dutz (1914–2010), Medizin
- Werner Ebeling (* 1936), theoretische Physik
- Thomas Friedrich (1949–2018), Mathematik
- Walter Friedrich (1883–1968), Biophysik
- Klaus Fuchs-Kittowski (* 1934), Informationsverarbeitung
- Wolfgang Harich (1923–1995), Philosophie
- Robert Havemann (1910–1982), Physikalische Chemie
- Karl Hecht (1924–2022), Physiologie
- Herbert Hörz (1933–2024), Philosophie
- Eva Kaufmann (1930–2019), Literaturwissenschaft
- Georg Klaus (1912–1974), Philosophie
- Friedhart Klix (1927–2004), Psychologie
- Jürgen Kuczynski (1904–1997), Wirtschaftsgeschichte
- Martin Lehnert (1910–1992), Anglistik
- Hermann Ley (1911–1990), Philosophie
- Anneliese Löffler (1928–2021), Literaturwissenschaft
- Alfred Meusel (1896–1960), Geschichte
- František Nožička (1918–2004), Mathematik
- Siegfried Prokop (* 1940), Zeitgeschichte
- Samuel Mitja Rapoport (1912–2004), Biochemie
- Robert Rompe (1905–1993), Physik
- Wolfgang Schirmer (1920–2005), Chemie
- Johannes Schneider (1895–1970), Theologie
- Rita Schober (1918–2012), Romanistik
- Helmuth Stoecker (1920–1994), Geschichte
- Siegfried Streller (1921–2015), Literaturwissenschaft

Nach 1990
- Jutta Allmendinger (* 1956), Soziologie
- Andreas Arndt (* 1949), Philosoph
- Jens Asendorpf (* 1950), Psychologie
- Jörg Baberowski (* 1961), Osteuropäische Geschichte
- Ulrich Battis (* 1944), Öffentliches Recht
- Susanne Baer (* 1964), Öffentliches Recht; Bundesverfassungsrichterin
- Christine Bauhardt (* 1962), Gender und Globalisierung
- Helga Baum (* 1954), Mathematik
- Dietrich Benner (* 1941), Erziehungswissenschaften
- Oliver Benson (* 1965), Experimentalphysik
- Hans Bertram (* 1946), Soziologie
- Charles B. Blankart (1942–2023), Volkswirtschaft
- Hartmut Böhme (* 1944), Kulturtheorie
- Michael Borgolte (* 1948), Mittelalterliche Geschichte
- Christina von Braun (* 1944), Kulturwissenschaft, Geschlecht und Geschichte
- Horst Bredekamp (* 1947), Mittlere und Neue Kunstgeschichte
- Jochen Brüning (1947–2025), Mathematik
- Michael C. Burda (* 1959), Volkswirtschaft
- Marcelo Caruso (* 1968), Erziehungswissenschaft
- Emmanuelle Charpentier (* 1968), Biologie
- Wolfgang Christen (* 1961), Chemie
- Wolfgang Coy (* 1947), Informatik
- Hermann Danuser (* 1946), Musikwissenschaft
- Iris Därmann (* 1963), Kulturwissenschaftliche Ästhetik
- Wolfgang Ernst (* 1959), Medienwissenschaft
- Hans Föllmer (* 1941), Mathematik
- Marcel Fratzscher (* 1971), Volkswirtschaftslehre
- Peter Frensch (* 1956), Psychologie
- Volker Gerhardt (* 1944), Philosophie
- Luis Greco (* 1978): Rechtswissenschaft
- Dieter Grimm (* 1937), Öffentliches Recht
- Konrad Hagedorn (* 1948), Agrar- und Ressourcenökonomie
- Wolfgang Hardtwig (* 1944), Neuere Geschichte
- Hartmut Häußermann (1943–2011), Soziologie
- Reinhart Heinrich (1946–2006), Theoretische Biophysik
- Ludolf Herbst (1943–2024), Neuere und Neueste Geschichte
- Rahel Jaeggi (* 1966), Sozialphilosophie
- Klaus-Peter Johne (* 1941), Alte Geschichte
- Frank Kammerzell (* 1961), Archäologie und Kulturgeschichte Nordostafrikas
- Dieter Kattenbusch (* 1952), Romanistik
- Claudia Kemfert (* 1968), Umweltökonomik
- Friedrich Kittler (1943–2011), Ästhetik und Geschichte der Medien
- Michael Kloepfer (* 1943), Öffentliches Recht
- Elmar Kulke (* 1958), Geographie
- Bernd Kummer (1947–2022), Mathematik
- Silvia Kutscher (* 1967), Theorie und Geschichte multimodaler Kommunikation
- Reinhold Leinfelder (* 1957), Paläontologie
- Thomas Macho (* 1952), Kulturgeschichte
- Christoph Markschies (* 1962), Theologie
- Wolfgang Merkel (* 1952), Politikwissenschaftler
- Axel Metzger (* 1971): Rechtswissenschaft
- Christoph Möllers (* 1969), Staatsrecht
- Hans-Peter Müller (* 1951), Soziologie
- Olaf Müller (* 1966), Philosophie
- Michael Müller-Preußker (1946–2015), Physik der Elementarteilchen
- Herfried Münkler (* 1951), Politikwissenschaft
- Hildegard Maria Nickel (* 1948), Sozialwissenschaft
- Karl-Georg Niebergall (* 1961), Philosophie
- Wilfried Nippel (* 1950), Alte Geschichte
- Wolfgang Nolting (* 1944), Theoretische Physik
- František Nožička (1918–2004), Mathematik
- Claus Offe (* 1940), Politikwissenschaft
- Michael Pauen (* 1956), Philosophie
- Dominik Perler (* 1965), Philosophie
- Ingolf Pernice (* 1950), Europäisches Verfassungsrecht
- Jürgen P. Rabe (* 1955), Physik
- Klaus Rademann (* 1953), Chemie
- Andreas Reckwitz (* 1970), Soziologie
- Thomas Sandkühler (* 1962), Geschichtsdidaktik
- Joachim Sauer (* 1949), Chemie
- Bernd U. Schipper (* 1968), Geschichte Israels in der altorientalischen Welt
- Bernhard Schlink (* 1944), Öffentliches Recht
- Thomas Schmidt (* 1968), Philosophie
- Ulrich Schmitzer (* 1960), Klassische Philologie
- Richard Schröder (* 1943), Theologie
- Hans-Dietrich Schultz (* 1947), Geographie
- Oswald Schwemmer (* 1941), Kulturphilosophie
- Hans-Peter Schwintowski (* 1947), Zivil-, Europa-, Wirtschafts- und Handelsrecht
- Michael Seadle (* 1950), Bibliothekswissenschaft
- Heinz-Elmar Tenorth (* 1944), Erziehungswissenschaft
- Christian Tomuschat (* 1936), Völkerrecht
- Ralph Tuchtenhagen (* 1961), Geschichte und Kultur Nordeuropas
- Walther Umstätter (1941–2019), Bibliothekswissenschaft
- Alexandra Verbovsek, Archäologie und Kulturgeschichte Nordostafrikas
- Joseph Vogl (* 1957), Neuere deutsche Literatur
- Georg Weizsäcker (* 1973), Volkswirtschaftslehre
- Heinrich August Winkler (* 1938), Neueste Geschichte
- Markus Witte (* 1964), Theologie, Exegese und Literaturgeschichte des Alten Testaments
- Christian Waldhoff (* 1965), Rechtswissenschaft
- Denis Gerstorf (* 1976), Psychologie

## Die Universität in den Künsten

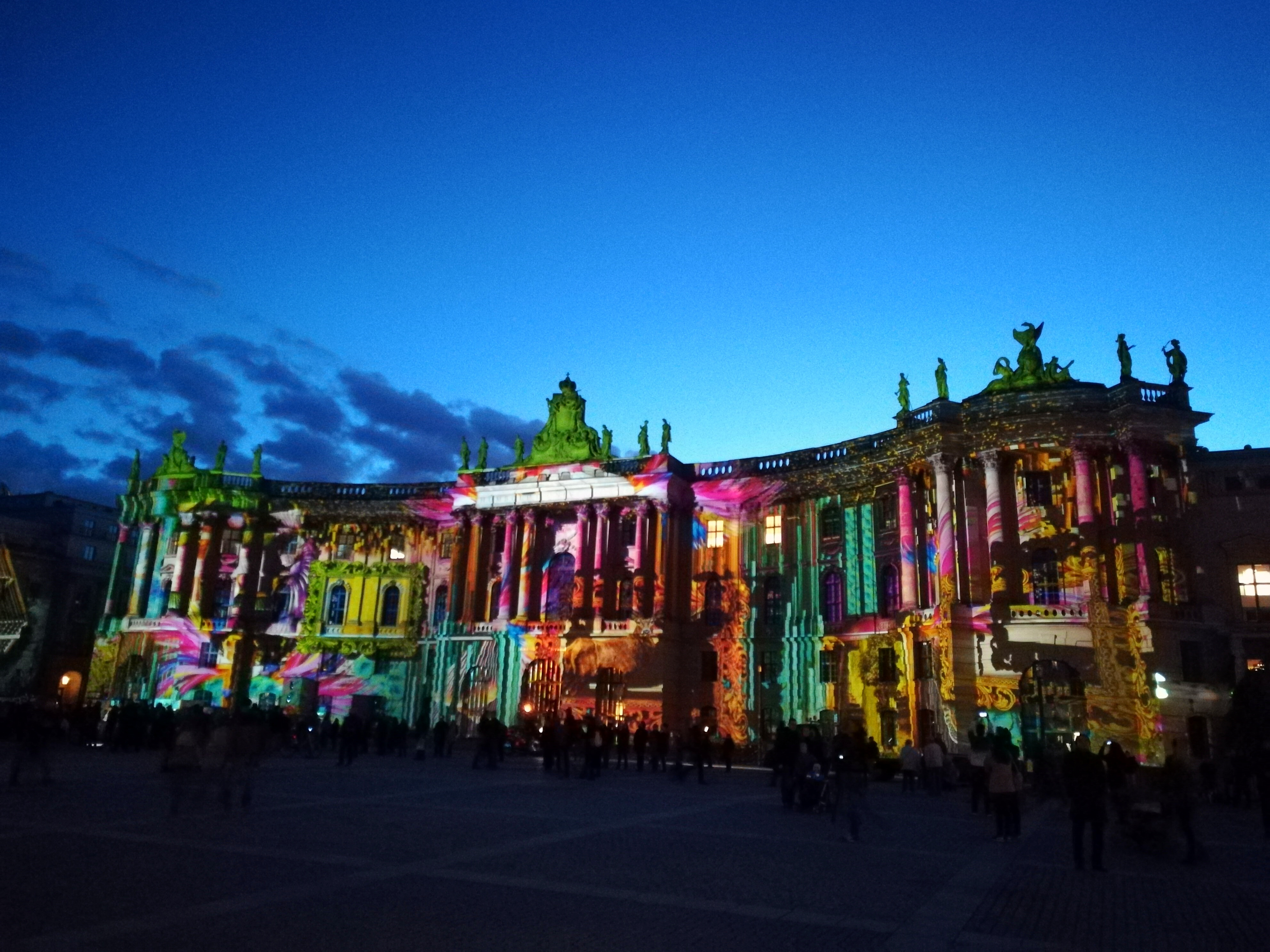
Lichtkunst während des Festival of Lights

Die Humboldt-Universität zu Berlin nimmt an der jährlichen Lichtkunst-Veranstaltung Festival of Lights teil. Insbesondere das Gebäude der Juristischen Fakultät und das Hauptgebäude der Uni werden häufig als Standorte für Lichtinstallationen bespielt.
Der Dokumentarfilm Geheimnisvolle Orte – Die Humboldt-Universität  aus dem Jahr 2013 zeigt die wechselvolle über 200-jährige Geschichte der Humboldt-Universität.